# ゴッドタンの企画
本項では、テレビ東京で放送されている『ゴッドタン』で放送された企画について述べる。
ただ、企画がかなりの多さであることからここでは主な企画（特にシリーズ化されている企画）について述べる。

## ゴッドタン
- PLAYERは予め決められたTARGETに対し、番組から与えられた指令（泣かせる、キスをしてもらう、惚れさせるなど）を、TARGETにばれないようにしながらも、巧みな話術のみで指令をこなす。
- PLAYER側は、名前の後ろに“タン”をつけて呼称される（例・小木博明→小木タン、劇団ひとり→ひとりタン）。またPLAYERは神と思われる格好をしている。

PLAYER
- アンジャッシュ
- スピードワゴン
- 月亭方正
- バナナマン
- 出川哲朗
- 徳光和夫

TARGET
- 蒼井そら
- 及川奈央
- 西川史子
- 煩悩ガールズ
- 山上兄弟
- 角田信朗
- くまきりあさ美
- レイザーラモンHG
- ボビー・オロゴン
- ほしのあき
- 坂下千里子

### DVD発売企画 アイドルにおっぱいを見せてもらおう
- ゴッドタンの派生企画。DVDが発売されるたびに行われている。レギュラー陣がDVDを発売したので景気付けにアイドルのおっぱいを見せてもらおうと交渉する。今のところ全て失敗している。アイドルのおっぱいを見るために、真剣に作戦をたてて必死になる芸人たちの馬鹿馬鹿しさが特徴で、松丸友紀アナもこれに積極的に協力し、松丸は女性という特権を生かし、たまにターゲットの胸を背後などからわしづかみにする。出演するアイドルには企画内容は知らされていないため、戸惑われる事が多いが、中には芸人がしかけた即興コントやミュージカルにノリノリで参加してくる者もいる。
- 基本的にはDVD発売記念のみで行われた企画だったが、2009年9月30日放送分では東京03角田と大竹マネージャーのCDデビュー記念で行われた。

PLAYER
- バナナマン
- 東京03
- 島田秀平
- 田中卓志（アンガールズ）
- 藤森慎吾（オリエンタルラジオ）
- 山里亮太（南海キャンディーズ）
- オードリー
- 児嶋一哉（アンジャッシュ）
- 吉村崇（平成ノブシコブシ）
- 三四郎
- 流れ星

TARGETとして出演
- 大沢あかね
- 小林恵美
- 相澤仁美
- 森下悠里
- 優木まおみ
- 手島優
- 次原かな
- 杉麻李沙
- 辰巳奈都子
- 吉木りさ
- 杉原杏璃
- 松本さゆき
- 南まりか
- 栗山夢衣
- 安藤遥
- 谷桃子
- 岸明日香
- 小間千代
- 倉持由香

## マジ歌選手権
- お笑い芸人が自作による『マジ歌（ギャグ抜きで真剣に作った歌）』を発表し、完奏する事が出来るかを競いあう。審査員は、口の中に牛乳を含みながら笑いをこらえる。規定の人数（おおむね審査員の3分の2以上。全員の場合もあり）が牛乳を噴いてしまった時点で歌は強制終了となる（第18回 - 第20回はコロナウィルスによる飛沫感染を避けるために牛乳は含まず、審査委員長である設楽統が強制終了ボタンを押す方式に変更されたが、コロナウィルスが5類感染症へ移行後の2023年8月6日放送分より再開）。
  - 「マジ歌」と題されているが、芸人の本能によるものか、歌詞・衣装・パフォーマンスなど様々な面でウケを狙った作品を発表する者が多く、審査員はそれを批判するが演奏者は開き直っている。
- 楽曲は基本的に本人制作によるものだが、日村歌唱のアイドルチューンにて玉屋2060%作曲作品であると公表している[1]そのほか、エンドロールではカンケらが楽曲協力としてクレジットされている[2]。
- コーナーテーマ曲はディープ・パープルの「ハイウェイ・スター」。

### マジソングライター
最新回(第20回)時点でレギュラー出演しているのは以下の7組である。
日村勇紀（バナナマン）〈第1回 - 〉
マジ歌シンガーたちのリーダー格として紹介され、トップバッターを務める。美声の持ち主であり、低音と高音を巧みに使い分けて歌唱する。初期はパクリ疑惑が生じているが、あくまでオリジナルを主張。
初期はフォークギターの弾き語りを続け、女の子の気持ちを歌った作品が多く、オネェ疑惑が浮上。のちにとうとうカミングアウトし、「ヒム子」となってからは、打ち込みサウンドによるアイドルチューンとなる（以降の作曲は概ね玉屋2060%が担当）。完走後の待機中、審査員を凝視したり、角田の演奏中に日村へカメラが切り替わるなどで、笑いを誘発させる。
角田晃広（東京03）〈第1回 - 〉
大竹涼太（人力舎マネージャー→ASH&Dマネージャー→ASH&D代表取締役）がサポートとして参加する。
大竹が歌の披露の前にスケジュール確認、東京03の売込みをするのが定番となっているが、スケジュールの確認は週休5日であることをバラされたり、「賛否が分かれる」と付け加えるて売り込んだりとマイナスイメージが強く残るもととなる。。歌唱パートではそのような角田の実話を元にした不幸話を歌う。
大竹の同級生であるマジプータローこと川崎がエレキギター、番組チーフカメラマンの風間がドラムで参加する場合もある。
秋山竜次（ロバート）〈第5回 - 第10回・第13回 - 〉
LA限定で活動しているアメリカ人ギタリスト、スラッシュ・コブラとのユニット「L.A.COBRA」で初参加。歌詞は主に英語で構成されていたが、日本での活動が増えてきたらしく、回を追うごとにLAらしさが減少しており、現在はちょい悪系おじさんバンドとして活動している。
ハライチ〈第15回 - 〉
第15回マジ歌スポットライトで初登場。「腐り芸人セラピー」同様、岩井の「腐りキャラ」を発揮した芸能界・テレビ業界批判を澤部によるツッコミを挟みながら邦ロック風のメロディーに乗せて歌う。二番サビ後に「腐り芸人セラピー」もしくは「あちこちオードリー」に出演したゲストが登場すると同時に楽曲も転調する。
バカリズム〈第15回・第17回 - 〉
第15回マジ歌スポットライトで初登場。Suchmosや人気ドラマなどをパロディにした洒落たPVを作成しており、歌唱内に挿入される。歌詞は芸能人いじりであることがほとんど。
後藤輝基（フットボールアワー）〈第9回 - 第14回・第16回 - 〉
第9回マジ歌スポットライトで初登場。楽曲の特徴は、本人の敬愛するBLANKEY JET CITY風のメロディーラインと歌い回し、英単語２語を略称にすることによる歌詞のダサさに定評がある。
劇団ひとり〈第1回 - 〉
毎回大トリを担当。作品の全ては過去にあった体験（作り話）を綴ったカミングアウトソング。落ち目的の派手な演出・服装（歌とは無関係）が、回ごとに激しくなり、1周目と2周目ではストーリー性を取り入れ、まったく違う衣装・特殊メイクで芸能人やキャラクターに変身し1周目では明らかに歌う気配がなくなっている。近年は、悪ふざけの要素を残しつつも、歌の内容や演出が本格的なミュージカル仕立てとなっている。
それ以前は以下の芸人が登場した。なお、単発で出演した芸人は割愛。
ケンドーコバヤシ〈第3回・第4回〉
大島美幸、黒沢かずこ（森三中）〈第6回 - 第7回・第9回〉
第6回大会でケンコバが「結婚して妻の実家を手伝っているため」参加できないとして、送り込んだ新人女性デュオ「サービスブランド」。大島は「まみ」、黒沢は「ゆうこ」という名前で登場し、2人は関東学院大学のサークル仲間であり、テイチクエンタテインメントから誘いを受けた実力派ユニットという設定。「まみ」はOL（スーパーのレジ打ち）として働いている。2回目の登場で、同職場の品出しをしている男性と良好な関係であることを告白した。作詞、作曲は2曲とも黒沢かずこ。
野性爆弾〈第7回・第16回〉
第7回から新設されたマジ歌スポットライトで登場。日本の住職の服装に日本兵の帽子というコンセプトが分からない衣装で出演、くっきー！曰く「昼は住職、夜は米軍基地でジャズを披露している」とのこと。
大地洋輔（ダイノジ）〈第8回 - 第10回・第12回 - 第13回〉
大地の彼女役として女性シンガーのヤマグチヒロコが参加する。
第8回マジ歌選手権で海外出張中のサービスブランドに代わり初登場。ラップを披露して会場を驚かせるも、内容はアルバイトを無断欠勤しヒロコに咎められるというもの。
のちにラジオDJに扮した大谷ノブ彦（ダイノジ）も登場し、ラジオを通じて若者や若手芸人と対話し曲振りを行うが、芸人ながらお笑いをせずに音楽活動に専念するダイノジをヒロコに皮肉られる。第15回ではカミナリ、第17回ではEXITのマジ歌に乱入し、セッションを行なった。
マキタスポーツ〈第10回-第11回〉
第10回マジ歌スポットライトで登場。自身初となるヴィジュアル系バンド"FLY or DIE"で登場。メンバー構成は本人は「ダークネス（ボーカル）」、「セイン（ギター）」、片腕がフック船長であり、コールセンターでバイトしている「ミカエル（キーボード）」、「ユダ（ベース）」、ボールギャグを付けながらもコーラスをこなす「内野（ドラム）」。2度目の出演にて配信によるメジャーデビューが決定した。

#### 審査員
レギュラー
- 設楽統（バナナマン）
  - 我慢できない審査員の1人で前フリで噴き出すこともしばしば。変な場所（例:角田のハゲ上がりかけた生え際やジーンズの穴）にカメラが行くとすぐに噴き出してしまう。そのように序盤で噴くため演奏中に文句を言う事が多く、マジ歌でなく単なる悪ふざけの曲には手厳しく、痛烈に批判する。

- 豊本明長（東京03）
  - 設楽と並んですぐに噴き出してしまう審査員の1人で、演奏に入る前の演奏者の曲説明で噴き出すこともある。設楽と比べるとガヤは少ない。マジ歌で最初に噴出した人物でもある。

- 飯塚悟志（東京03）
  - レギュラー陣では我慢強い方で最後まで残ることが多く見られる。

豊本・飯塚は過去にアルファルファというコンビを組んでいたため、毎回「アルファルファの2人です」と紹介され困惑するというパターンが定着しているが、そのやりとりは本放送ではなく、未公開スペシャルやDVDの特典映像にて公開されるのが恒例となっている。さらにマジ歌シリーズのDVDではスタッフロールでは必ず2人はアルファルファとなっている。

### CD
- 映画「ゴッドタン キス我慢選手権 THE MOVIE」の前売券の特典。非売品。[3]

「ゴッドタン マジ歌MEGAMIX」
1. Chu-革命宣言 / バナナマン日村
2. 愛の裏切り者 / 東京03角田
3. 愛の怠け者 / 東京03角田
4. ロックよろしく / 東京03角田
5. ヘブンオブアメリカン / フットボールアワー後藤
6. FIGHT FOR MY LOVE / ダイノジ大地
7. just on side girl / サービスブランド（森三中・大島＆黒沢）
8. ヒム子の恋する独裁国家 / バナナマン日村
9. ヴァージン・マリー 〜聖母マリア〜 / マキタスポーツ
10. Unbelievable L.A. / ロバート秋山
11. 浅草ぼうや / 劇団ひとり
12. 消えぬ日々よマイメモリー / 劇団ひとり
13. マイベストフレンド / 劇団ひとり
14. ヒトリノサキニ / 東京03角田
15. ジェットエクスタシー / フットボールアワー後藤
16. 一緒にいるよ / ダイノジ大地
17. 抱きしめてイムハタ / 劇団ひとり
18. 楽園に選ばれし者 / 劇団ひとり

「若者たちへ」 -角田晃広(東京03)+大竹マネージャー（2009年9月30日、UNIVERSAL MUSIC JAPANより発売。）。
1. 若者たちへ / 角田晃広(東京03)+大竹マネージャー

### 派生企画
ジェッタシーはダサぁない!ホンマはカッコええんやで!!対決(2012年2月12日）
フットボールアワー後藤持ち込み企画。なお「ジェッタシー」とは、後藤の曲「ジェットエクスタシー」の略語である。
マジ歌シンガー
- 後藤輝基（フットボールアワー）

審査員
- 菊地亜美（アイドリング!!!）
- 丸高愛実・安藤遥・白河優菜
- 馬越幸子

ジェッタシーはダサぁない!ホンマはカッコええんやで!!対決ナメたらアカン!ジェッタシーはダサぁない!アレンジさえすればホンマはカッコええんやで!!対決（2012年7月1日）
マジ歌シンガー
- 後藤輝基（フットボールアワー）

審査員
- 芹那
- 椎名みくる
- 丸高愛実・安藤遥・白河優菜

見届け人
- 馬越幸子

えらいこっちゃ！どないなっとんねん！ヘブリカンはダサぁない！アレンジさえすればホンマはめっさカッコええんやでー！！対決 （2013年3月10日）
マジ歌シンガー
- 後藤輝基（フットボールアワー）

審査員
- 小島瑠璃子
- 佳苗るか
- 丸高愛実、安藤遥、白河優菜

“俺たちのMy Way” 本当はすごいんだぞールナイトニッポン（2015年4月19日）
マジ歌シンガー
- ダイノジ

審査員
- 奥仲麻琴
- 岡田将生
- 鈴木浩介

DVD発売記念 小沢のマジ歌リベンジ!(2016年4月24日）
マジ歌ルーキーオーディション（2016年9月4日・2021年11月29日/12月6日）
マジ歌スピンオフ（2017年3月5日）
マジラブソング歌謡祭（201７年8月26日 ゴールデンスペシャル）
横アリにわしも出させてぇな! ジェッタシーアレンジ発表会やで〜!（2018年4月28日）
芸人マジ芝居選手権（2019年4月14日・10月27日）
マジ歌ライブ最終トライアウト（2020年2月2日）
マジ歌オールスター判定会（2023年8月6日）

#### マジ歌ライブ・マジ歌フェスティバル
2009年から2020年まで本企画をベースにした公開収録を実施。マジソングライターによるライブパフォーマンスのほか、コーナーレギュラー出演者による前説、「ジジイ更生プログラム」の特別編などの企画にて構成されている。年々ライブ会場のキャパシティを拡大しているのにもかかわらず、イベントチケットは毎年即完売しており、テレビ東京のイベント収入の中核となっていることから、番組内イベントの成功事例の1つとして知られる。番組内では2-3週に分けてライブダイジェストを放送している。
1. まさかのマジ歌マジライブ in 日本青年館 -2009年7月16日開催/7月30日・8月6日放送。
2. まさかのマジ歌フェスティバル in Zepp Tokyo -2011年3月24日開催中止[8]→2011年4月7日代替開催/4月21日放送。[9]
3. まさかのマジ歌フェスティバル2012 in メルパルクホール -2012年1月12日開催/2月5日放送。[10]
4. マジ歌フェス2013 in 渋谷公会堂 -2013年4月18日開催/5月5日・12日放送。[11]
5. マジ歌ライブ2014 in 中野サンプラザ -2014年4月18日開催/5月4日・11日放送。[12]
6. マジ歌ミニライブ＆緊急出店！スナックかくちゃん -2014年5月3日開催。[13]
7. マジ歌ライブ2015 in 東京国際フォーラム -2015年9月17日開催/10月11日・18日放送。[14]
8. マジ歌ライブ2017〜マジ武道館〜 -2017年3月16日開催/4月2日・9日放送。[15]
9. マジ歌ライブ2018 in 横浜アリーナ〜今夜一発いくかい？〜 -2018年5月31日開催/6月24日・7月1日放送。[16]
10. マジ歌ライブ2020 〜さいたまスーパーアリーナ行きつきました〜 -2020年2月20日開催/3月15日・22日・29日放送。[17]
11. マジ歌ライブ2023 in さいたまスーパーアリーナ 〜マジオールスター歌謡祭〜 -2023年9月21日開催/2023年11月5日・12日放送。[18]

なお、2019年は本ライブの代替で、5月23日に豊洲PITで「ネタギリッシュNIGHT チャンピオン大会」を実施。

## キス我慢選手権
キス我慢選手権は、キスを迫るAV女優たちのお色気攻撃を我慢する企画。控え室または打ち上げ等でAVを視聴させた後、1人ずつ別室に呼び出されて企画が始まる。対戦相手は直前まで視聴していたAV女優である。企画に携わった者はAV業界から接待を持ち掛けられることもあった。
劇団ひとりと彼への挑戦者たちはアドリブに非常に強く、毎回ストーリー性の強いアドリブ合戦となった。また彼だけが第1回から「左の部屋」と呼ばれる次の展開を演ずるステージを手にする事が出来ているとはいえ、実質的に劇団ひとり・みひろ・かすみ果穂・成松慶彦のアドリブドラマを楽しむコンテンツである事は否めない（実際、設楽も「キスしようとしてないよね」とツッコんでいる）。しかし、ひとりのチャレンジはキス我慢選手権の目玉であり、ひとりは「Mr.キス我慢」の称号を手にしている。設楽はひとりとみひろの「アドリブ」ラブ・ストーリーを「小屋押さえて金取って見せていいレベル」「テレビが始まって50-60年経つけど一番面白い」（第5回収録時に）「今年（2010年）始まってまだちょっとだけど今年一番のドラマ」と手放しで絶賛している。
2013年6月28日、『ゴッドタン キス我慢選手権 THE MOVIE』として映画化されて公開。
出典：
コーナーレギュラー前
- 小林恵美

第1回（2005年12月16日、23日）
挑戦者・仕掛け人
- 日村勇紀・みひろ
- 小木博明・みひろ
- 劇団ひとり・みひろ、かすみ果穂

第2回（2007年1月4日）
挑戦者・仕掛け人
- 日村勇紀・みひろ
- 小木博明・穂花
- 劇団ひとり・みひろ、成松慶彦

第3回（2007年8月22日、29日、9月5日）
挑戦者・仕掛け人
- 日村勇紀・春咲あずみ
- 山里亮太・西野翔
- 劇団ひとり・みひろ、かすみ果穂、成松慶彦

第4回 （2008年7月30日、8月6日、13日、20日）
オープニングセレモニー
- 日村勇紀・大沢佑香

挑戦者・仕掛け人
- 小杉竜一・希志あいの
- 山里亮太・大沢佑香、Ami
- 劇団ひとり・みづなれい、長澤つぐみ、みひろ、原金太郎、成松慶彦

新春キス我慢特別編 雑ガマン選手権 （2009年1月3日）
キス我慢選手権とルールは同じだが仕掛けがディレクターが打ち合わせと称してキスの相手となる女優が出演しているAVを見せるなど全体的に雑な仕掛けとなっている。
挑戦者・仕掛け人
- 金田哲・春咲あずみ
- 狩野英孝・麻美ゆま
- 伊達みきお・明日花キララ

第5回・キス我慢ファイナル（2010年1月3日）
第5回でキス我慢選手権はファイナルとなった。劇団ひとりの挑戦はスタッフが「ひとりに最高のキスをさせてやる」と意気込み、「世界征服」をめぐる壮大なスケールで展開された（途中、ひとりは入江、みのすけという大物舞台俳優の登場、「24」並みの早すぎるストーリーの展開に「ついていけない!」と弱音を吐いている）。オンエアのラストでひとりは「もうこれ以上はできない。次やったら宇宙戦争になっちゃう。」と語っている。AVマニアでもある後藤は事前のアンケートで「期待の (AV) 女優さん」と回答した横山と対戦、「感じるギター」やどや顔強要など、横山に翻弄されまくった挙句、20分で敗退（キスする体勢に入る）している。後藤曰く「最高やな、コレ」
挑戦者・仕掛け人
- 濱口優・瑠川リナ、天海つばさ
- 後藤輝基・横山美雪
- 劇団ひとり・藤浦めぐ、並木優、成松慶彦、入江雅人、みのすけ

DVD第5弾発売&新春SP大成功記念 雑ガマン選手権（2010年1月28日）
「キス我慢選手権」スピンオフ企画として行われた。新春雑ガマン選手権とは少し違い、雑なドッキリから本戦へいくのではなく、楽屋で新人AD（に扮したセクシーアイドル）がいきなりキスをしかけてくるというドッキリ雑ガマン選手権となっている。MCは日村勇紀。
セクシーアイドルがいきなりキスを仕掛けてくるシチュエーションを「雑ガマン」と命名したことからMCに抜擢された。しかし挑戦者を「（挑戦する）人間!」などと言い放ち、進行は雑だった。
- 矢作兼・栗林里莉
- 設楽統・栗林里莉
- 飯塚悟志・石橋ゆう子

飯塚はディレクターとの事前打ち合わせから、以前マジ告白をしてフラれてしまったみひろとのキス我慢選手権だと思い込み、感激のあまり目に涙を浮かべながら収録に臨んだ。しかし、登場したのは熟女セクシー女優の石橋であり、雑ガマンがスタートした。飯塚は石橋の執拗な誘惑に耐えかね、最終的にキスしている。ちなみに石橋のプロフィールには「テレビ出演NG」となっていた。石橋は「キングオブコメディの使い方発表会」コーナー終了後に再登場し、またもや飯塚とキスしている。

キス我慢選手権ルーキー大会 （2011年8月3日、10日）
1年半ぶりに「キス我慢選手権」が復活。ルーキー大会の為、毎回出場していた劇団ひとりは不参加。若手芸人がキス我慢に挑んだ。
挑戦者・仕掛け人
- 澤部佑・成瀬心美
- 吉村崇・加藤リナ

オープニングセレモニー
2012年1月14日の放送にて、「冬の問題作祭り」と称して放送した雑ガマン。
- 日村勇紀・優希まこと

第6回 （2012年9月29日、10月3日、6日、27日、11月3日）
「キス我慢選手権」が復活。約3年振りに劇団ひとりが出場する。田中と日村には内緒で、史上初の二人同時のキス我慢「ふたりキス我慢選手権」を開催。
挑戦者・仕掛け人
- 春日俊彰・星美りか
- 劇団ひとり・紗倉まな、葵つかさ、岩井秀人
- 田中卓志・成瀬心美
- 日村勇紀・成瀬心美

映画「ゴッドタン キス我慢選手権 THE MOVIE」公開記念SP （2013年6月27日/6月30日）
映画「ゴッドタン キス我慢選手権 THE MOVIE」の公開を記念して開催。浜谷のキス我慢は映画の本編へとつながる「アナザーストーリー」となっている。
挑戦者・仕掛け人
- 東野幸治・小島みなみ、七海なな、劇団ひとり
- 浜谷健司・紗倉まな

キス我慢選手権 THE MOVIE

緊急スペシャル （2013年10月6日）
2013年7月のラジオ「笑福亭鶴瓶 日曜日のそれ」に、劇団ひとりがゲスト出演した際、鶴瓶本人が「（キス我慢選手権に）出演したい」と志願した為、番組プロデューサーが直後に出演オファーをし開催された。
挑戦者・仕掛け人
- 笑福亭鶴瓶・美雪ありす、劇団ひとり

女性版 （2015年5月9日）
2015年3月の「この若手知ってんのか2015」で好評を得たおかずクラブ。ゆいPは矢作のファンだということが判明し、日を改めて開催された。
挑戦者・仕掛け人
- ゆいP・鈴木貴之、オカリナ、矢作兼

第7回 （2018年4月1日、4月8日）
特別編を除き、約4年ぶりに開催。その理由として「最近ネット上に『キス我慢』と称した動画をあげるカップルが増えているが、その映像があまりにもヒドイので本家が立ち上がることになった」と説明されている。
挑戦者・仕掛け人
- 小宮浩信・吉高寧々、劇団ひとり
- ナダル・初川みなみ、板橋駿谷

## 仲直りフレンドパーク
『東京フレンドパーク』（TBSテレビ）のパロディ企画。
芸能界で本当に仲が悪い二人が協力しないとクリア出来ないアトラクションに挑戦して仲直りをしてもらう企画。

出典：
第1回（2007年6月20日）
- 来園者:岩佐真悠子、小木博明
  - ネタやキャラクターとして仲が悪いというわけではなく、おぎやはぎが自身のラジオ番組にて「本当に仲が悪い」という趣旨の発言をしている。発端は、当番組の前身である「大人のコンソメ」の1コーナー「ブルードラゴン」（相手に触れずに言葉だけで青汁 を飲ませた方が勝ちという企画）に岩佐がゲスト出演し、小木と対戦し、互いに譲らず1時間以上黙り続けたことによる。

第2回（2009年5月13日）
- 来園者:谷桃子、有吉弘行
  - M女オーディションでの谷の空気の読めない行動、言動で有吉が嫌いになってしまったことによる。

第3回（2010年8月18日）
- 来園者：山里亮太、鈴木拓
  - ザ・大声クイズにて鈴木が山里に対してアバターに対抗してヤマバーというキャラクターを無茶ぶりしたことがきっかけで険悪な仲になってしまったことによる。ディベート対決、2on2バスケットボール対決で仲直りを図ったが、バスケット対決で対戦したSMクラブの女王様の鞭が相当に痛かったらしく、山里は対決後「仲直りするのでもうこの企画には呼ばないで」と懇願していた。

第4回（2013年3月23日）
- 来園者：児嶋一哉、吉村崇

第5回（2014年6月21日）
- 来園者：西野亮廣、水口宣＆二瓶有加

第6回（2015年6月20日）
- 来園者：西野亮廣、鈴木拓

第7回（2016年7月2日、9日）
- 来園者：劇団ひとり、西野亮廣

第8回（2016年11月5日、12日）
- 来園者：黒沢かずこ、小池美由

第9回（2017年5月20日）
- 来園者：岩井勇気・澤部佑

第10回（2018年5月5日）
- 来園者：野呂佳代、朝日奈央

第11回（2021年4月18日）
- 来園者：流れ星☆

第12回（2022年9月11日）
- 来園者：小宮浩信、今井アンジェリカ

第13回（2024年8月25日）
- 来園者：伊藤俊介、高野正成

## 小木博明の口喧嘩ドライブ
小木と口喧嘩をしながらドライブをする。耐えられなくなりどちらかがボタンを押してしまったら終わりで、ボタンを押してしまった方が負けとなる。小木がボタンを押したら、小木がゲストに1万円を支払う。小木の方から喧嘩を仕掛けることが多く、それにゲストが反論して展開していく。

出典：
第1回（2007年1月4日）
VS 相澤仁美
VS 岩佐真悠子
第2回（2007年6月13日）
VS 星野真里
- 小木の女性観に怒った星野が小木に「ボタンを押すから一発ビンタさせて欲しい」と要求し、小木も快諾。しかし星野は一度ビンタをしてもボタンを押さず同じ条件でビンタをし続け、参った小木がボタンを押して終了。

第3回（2007年7月4日）
VS スザンヌ
- 小木がスザンヌの足を嗅ぎ臭いといい続け、スザンヌはそれに耐えかね泣きながらボタンを押した。尚後に両者はフジテレビ系列で放送されていた『バイキング』のロケで共演した際、本番裏で小木から同件に関して謝罪の発言があったとスザンヌが公式のブログで発言し、感謝の気持ちが綴られてる。

第4回（2007年10月3日）
VS 美保純
- 小木が美保に向かって「おばさん」と連呼した為に、美保が「デリカシーがない!」と激怒。最後は小木が「芸能界に悪い噂流して干してやるよ」という美保の脅しに屈しボタンを押した。

## ヒドイ女サミット
若手芸人が今までに会った酷い女について机の形をしたホワイトボードに書いて説明する企画。一番酷くない女性を紹介した芸人は女性ゲストによる罰ゲーム『愛の正拳突き』を食らわされる。この企画では「ドイヒー」という言葉を多用する。劇団ひとり曰く「グータンヌーボみたいな企画」。なお出演者全員、白衣と眼鏡を着用している。
この企画の時だけ名前が矢作は「矢作・ピュア・兼」、松丸アナは「松丸・イノセント・友紀」になっている。
第13回は8年のブランクの末の開催だが、ホワイトボードに白衣・眼鏡、かつ女性ゲストおよびその罰ゲームなどは割愛され、普通のトーク形式にて行われた。
◎がドイヒー・オブ・イヤーに選ばれた話（第13回は単に「優勝」と表された）。
出典：
第1回（2007年10月11日）
- 女性ゲスト：相澤仁美
- 小沢一敬「誘う女」
- 堤下敦 「思わせぶりな女」◎
- 劇団ひとり 「広島の女」

第2回（2007年10月18日）
- 女性ゲスト：森下千里
- 設楽統「計画女」
- 小木博明 「弱い女」
- ケンドーコバヤシ 「心斎橋のDJ女」◎
- 劇団ひとり 「アメリカン・ビューティー女」

第3回（2007年12月20日）
- 女性ゲスト：原幹恵
- 小沢一敬 「油田女」「鶴の恩返し的な女」
- 山里亮太 「ドラマチックな女」「魔法が使える女」
- 小木博明「男を試す女」◎
- 劇団ひとり 「無言の女」

第4回（2008年3月20日）
- 女性ゲスト：優木まおみ
- 小杉竜一
- 吉田敬「直接いってこない女」
- 小木博明「ドイヒー女VSカッコイイ男」
- 劇団ひとり 「二丁目の男女（おとこおんな）」◎

第5回（2008年5月29日）
- 女性ゲスト：辰巳奈都子
- 渡部建 「読みがあますぎる大丈夫女」
- 有吉弘行 「ノーコン女」◎
- 小木博明「魔法学校に通う女」
- 劇団ひとり 「見る女」

第6回（2008年7月10日）
- 女性ゲスト：佐野夏芽
- 板倉俊之「刑事みたいな女」
- 山里亮太「実況中継の女」◎
- 小木博明「魔法学校に通う女・続」
- 劇団ひとり 「泡の女」

第7回（2009年3月12日）
- 女性ゲスト：杉本有美
- 井戸田潤
- 狩野英孝
- 小木博明
- 劇団ひとり

第8回（2009年12月10日）
- 女性ゲスト：さとう里香
- 島田秀平
- 山里亮太
- 小木博明
- 劇団ひとり

第9回（2010年4月8日）
- 女性ゲスト：西田麻衣
- 竹山隆範
- ロザン
- 小木博明
- 劇団ひとり

第10回（2011年1月13日）
- 女性ゲスト：吉木りさ
- 山里亮太
- 吉村崇
- 小木博明
- 劇団ひとり

第11回（ルーキー大会：2012年9月9日）
- 女性ゲスト：大堀恵
- Hi-Hi
- 弾丸ジャッキー
- 神宮寺しし丸
- 磁石
- げんき〜ず

第12回（2014年8月24日）
- 女性ゲスト：脊山麻理子
- 山里亮太「信長鉄砲隊の女」
- 村本大輔「ブタのファン」
- 小木博明「末恐ろしい女」
- 劇団ひとり「イヴの女」

第13回（2022年12月11日）
- 布川ひろき（トム・ブラウン）「バイト先の女」
- ヒコロヒー「私に憧れる女」
- みちお（トム・ブラウン）「指示が多い女」
- 酒井貴士（ザ・マミィ）「マッチングアプリの女」◎

第14回（2023年5月21日）
- ジャンボたかお（レインボー）「すぐOKしてくれる女」◎
- 村上（マヂカルラブリー）「大いなる野望がある女」
- 栗谷（カカロニ）「オカズを配る女」
- 池田直人（レインボー）「フォロワー20万人の女」

第15回（2023年10月29日）
- 女性ゲスト：信子・金子きょんちぃ（ぱーてぃーちゃん）
- 日本一おもしろい大崎（ちゃんぴおんず）「思わせぶりな女」
- 大ちゃん（ちゃんぴおんず）「イギリスから来た女」
- すがちゃん最高No.1（ぱーてぃーちゃん）「美容師の女」
- ジャンボたかお（レインボー）「大阪ダンサーの女」
- 大津広次（きつね）「運び屋の女」◎

### ドスベリサミット
ヒドイ女サミットと同系統の企画。芸人をやっていて出くわしたスベった実体験をヒドイ女サミット同様に机の形をしたホワイトボードに説明する企画。ヒドイ女サミットと同じく出演者全員、白衣と眼鏡を着用している。
出典：
第1回(2009年7月16日）
- 女性ゲスト：辰巳奈都子
- 劇団ひとり 「ヘキサゴン ノーエピソード」
- 高橋茂雄 「競艇場、犬井ヒロシ?事件」
- 八木真澄「ろみひー東西ギャグ対決事件」
- 小木博明 「いいとも、まさかのむちゃぶり事件」

第2回（2009年8月27日）

第3回（2009年11月12日）
- 女性ゲスト：折山みゆ
- U字工事「もしもツアーズサンマつかみどり事件」
- 大島美幸「初冠番組どんすべり事件」
- 劇団ひとり 「群馬のショーパブ事件」
- 小木博明 「ヒットパレードどすべり事件」

第4回（2010年3月4日）
- 女性ゲスト：西舘さをり
- 島田秀平
- 渡部建

第5回（2010年4月15日・22日）
この回のみ「東京どスベリサミット」と題して、関東芸人で主にお笑いライブなどでどスベった経験を語る企画となった。
- オードリー
- 東京03
- バナナマン
- バカリズム

第6回（2025年7月20日）
- レインボー
- お見送り芸人しんいち
- みなみかわ
- クロちゃん

## 芸人ラジオサミット
番組プロデューサー佐久間宣行がラジオが好きだからという理由で始まった企画。冠ラジオ番組を持っている芸人が自分たちのラジオ番組のハプニング等の音源を聴いたり、ラジオの魅力についてトークする。
出典：
第1回（2010年7月21日）
- おぎやはぎ（木曜JUNK「おぎやはぎのメガネびいき」）
- バナナマン（金曜JUNK「バナナマンのバナナムーンGOLD」）
- サンドウィッチマン（SCHOOL NINE、サンドウィッチマンのラジオやらせろ!）

第2回（2010年9月29日）
- おぎやはぎ（木曜JUNK「おぎやはぎのメガネびいき」）
- オードリー（オードリーのオールナイトニッポン、オードリーのシャンプーおじさん）
- 渡部建 (PLATOn)
  - 春日、小木とふだんあまり口数の多くない芸人がラジオになると饒舌になることから、ラジオは「人見知りのパラダイス」という定義が成り立った。
  - 春日は「オールナイトニッポン」のオープニングを再現するコーナーで、放送時に毎週着用する青いタンクトップに着替えてマイクの前に座り、気合を見せた。
  - 渡部はオンエア日翌日がPLATOnの最終回にも関わらずこの企画に呼ばれ、「嫌がらせで呼ばれたのかと思った」と語っている。

第3回（次世代ラジオ芸人SP）（2017年6月10日）
- アルコ&ピース（アルコ&ピース D.C.GARAGE、沈黙の金曜日、こでらんに5）
- 三四郎（三四郎のオールナイトニッポン0）
- ニューヨーク（アッパレやってまーす!）

第4回（2019年5月11日）
- アルコ&ピース（アルコ&ピース D.C.GARAGE、沈黙の金曜日、まだ帰りたくない大人たちへ チョコレートナナナナイト!）
- ハライチ（ハライチのターン!）
- Creepy Nuts（Creepy Nutsのオールナイトニッポン0（ZERO））
  - なお放送当時ではこの番組のプロデューサーである佐久間自身もオールナイトニッポン0のパーソナリティーを務めていた為、オープニング再現コーナーをやらされることになった。

第5回（2021年変革のパーソナリティーSP）（2021年8月15日）
- 三四郎（三四郎のオールナイトニッポン0）
- マヂカルラブリー（マヂカルラブリーのオールナイトニッポン0(ZERO)）
- 空気階段（空気階段の踊り場）

第6回（新時代のスター集結SP）（2022年7月31日・8月28日（未公開））
- DJ松永（Creepy Nuts）（Creepy Nutsのオールナイトニッポン0（ZERO））
- 向井慧（パンサー）（パンサー向井の＃ふらっと、#むかいの喋り方 、パンサー向井のチャリで30分）
- オズワルド（ほら!ここがオズワルドさんち!、エビ中☆なんやねん、MUSIC COUNTDOWN 10&10）

第7回（新世代ラジオ芸人SP）（2023年10月8日）
- 都築拓紀（四千頭身）（サクラバシ919）
- フワちゃん（フワちゃんのオールナイトニッポン0(ZERO)）
- マユリカ（マユリカのうなげろりん!!）

### YouTube芸人サミット
ラジオサミットの派生。YouTubeチャンネルを持っている芸人が自分たちのバズった企画を鑑賞したり、YouTubeの魅力や考察についてトークしたりする。
第1回（2020年8月23日）
- かまいたち(かまいたちチャンネル ねおミルクボーイ）
- ダイアン（ダイアン公式チャンネル YOU&TUBE）
- さらば青春の光（さらば青春の光Official Youtube Channel）
- ニューヨーク（ニューヨーク Official Channel）

第2回（2021年7月18日）
- さらば青春の光（さらば青春の光Official Youtube Channel）
- 見取り図（見取り図ディスカバリーチャンネル）
- とろサーモン（とろサーモン公式チャンネル Memories of our 40s)
- FUJIWARA（FUJIWARA超合キーン）

## ラブストーリー王決定戦
ラブアクターたちが愛の演技を競い合う。
出演者全員、芝居をする前は誰を真似ているのか分からない物真似をしたり、他のラブアクター達の芝居に対するコメントの時にふざけたりしているが、芝居の準備に入る時に真面目になる。

出典：
- 第1回(2007年8月9日）
- 第2回（2007年11月1日・8日）
  - 審査員 鮎河ナオミ
  - 劇団ひとり 『最強のラブアクター』
  - 小木博明 『愛の一匹狼』
小沢一敬 『あま〜い言葉の専門家』
  - ケンドーコバヤシ 『難波のラブストーリー王』
  - ケンコバ（弟）、小木（兄）、松丸（幼馴染の女の子）
  - 劇団（兄）、小沢（弟）、鮎河（弟の彼女）

### ドジ芝居でアピール合戦
2008年5月15日・6月19日・26日放送。テレビドラマや映画などでドジな役を演じる事が多い芸人が、テレビドラマや映画でよくあるドジシーンを前半は台本通りに演じ、後半はアドリブで演じそのシーンを格好よく締める。出典：
ドジアクター
- 日村勇紀：ドジ芝居界のシンデレラボーイ
- 品川祐：ドジ芝居界のインテリジェンス
- 劇団ひとり：ドジ芝居界の貴公子
- カンニング竹山：ドジ芝居界のミスター・ドジオヤジ
- 山里亮太：ドジ芝居界のバーター王子

主演クラスの俳優たち
- 設楽フミト（設楽統）
- アパッチ小木（小木博明）
- 中山翔二（庄司智春）
- あびるアリサ（あびる優）

## アイドルは愛嬌選手権
アイドルが架空の番組で極悪キャラの司会をするレギュラー陣に対して愛嬌を忘れないのかを競う企画。全ステージをクリアすればPRタイムが貰えるが、アイドルのマネージャーの判断でふてくされたら終了となる。レギュラー陣は架空の番組の仕掛け人となるためこの企画の司会進行は準レギュラーのバナナマンが行う。また、唯一アイドル側のサポートをする役割の松丸もレギュラー陣と挙って悪ノリをする傾向が高い。

出典：
第1回（2007年11月29日）
- 高部あい、 鹿谷弥生

第2回（2007年12月6日）
- 優木まおみ、AKB48（ 板野友美、 河西智美、 大島麻衣、 佐藤夏希、 野呂佳代、 大堀恵）

## 未公開スペシャル
女性視聴者の獲得を目的に、通常放送での未公開部分と松丸アナがMCとなりレギュラー陣がゲストという形でトークをする二つの企画が行われている。しかし、松丸MCコーナーはレギュラー陣がオカマ口調で松丸を罵倒することが恒例となっている。第1回、第2回はDVD『ゴッドタン〜芸人マジ歌選手権レボリューション〜』の特典映像に収録されており、DVDで松丸の持ち込み企画だったことが明らかになった。

出典：
- 第1回「松丸友紀の私と紅茶とゴッドタン」 -2007年8月16日
  - 第2回で語られているところによると、松丸アナは、この回で劇団ひとりを中心にレギュラー陣から「ブス」と何度も罵倒されたため「松丸＝ブス」の公式が成立してしまった。その他の罵倒としては、松丸アナの顔について「子供のキンタマみたいな顔」（劇団ひとり）など。
- 第2回「松丸友紀の私とパジャマとゴッドタン」-2008年１月1７日
  - 松丸アナが書いた、視聴者から送られてきた恋愛相談の回答がかかれている色紙について、散々内容を罵倒して折りまげてしまう。また、松丸アナは劇団ひとりが出した尻を見てしまい、矢作からの誘導尋問に引っかかった挙句、小木からは「ブスケベ すごいブスケベ」と、矢作からは「ブスとスケベのあいだから生まれた子」と罵倒される。しまいにはMC卒業の予定がないにも関わらず、お別れの挨拶をさせられ、その後訂正の放送までさせられるなど散々であった。

2009年以降は、「放送コードギリギリ解禁未公開SP」などといったタイトルで、過去の放送回で放送枠ではみ出した部分を繋ぎ合わせた通常の総集編となった。

## 理解王選手権
日村理解王選手権 （2008年2月7日）
親友がいないと悩むバナナマン日村の為に親友を見つける。親友候補が日村の親友をかけて様々なことに挑戦し、親友になれた人には賞金10万円が渡される。
- 親友候補
  - 設楽統（バナナマン）
  - 松嶋初音：日村とドラマで共演
  - 小木博明（おぎやはぎ）
  - 劇団ひとり：特になし

- プログラム
  - 日村さんの良い所山手線ゲーム
  - 日村さんの輝いている姿思い出しお絵かき
  - 日村さんを気持ちよくさせる接待相撲
  - 日村 アイドルにマジ告白

山里理解王選手権 （2008年4月10日）
南海キャンディーズの山里を心から理解してくれる親友を決定する。
- 親友候補
  - バナナマン
  - 小阪由佳
  - 小木博明（おぎやはぎ）
  - 劇団ひとり

- プログラム
  - 山ちゃんの良い所山手線ゲーム
  - 山ちゃんの肉体美ルネッサン
  - 山ちゃんを輝かせよう!接待バスケットボール!

西野理解王選手権 （2016年2月7日）出典：
世間から嫌われているキングコングの西野亮廣を心から理解してくれる親友を見つけてあげる企画。しかし、西野はオープニングから劇団ひとりや岡井千聖に自前の服を破られるなど西野シリーズの幕開けとなった。
- 親友候補
  - 板倉俊之（インパルス）
  - 岡井千聖（℃-ute）
  - 小木博明（おぎやはぎ）
  - 劇団ひとり

- プログラム
  - 西野の好きな所山手線ゲーム
  - 西野名言クイズ
  - 西野の素顔が見たい!イチャつきチャレンジ - 石橋ゆう子が登場した。

## キモンスターズ・チャンプ
トレーナーのプロデュースで様々なキモい扮装をした「キモンスター」がアイドルを驚かせる様々なゲームで競い、芸能界で最も「キモい人」を決定する。テレ東男性アナウンサーが実況を担当。第1回のみラウンドガールがおり、小梅太夫が出演。この企画で日村が顔を黄色く塗ったキャラクターがフィギュアとなってローソンの店頭で発売された。8月のお盆か2月のバレンタインデーの時期に放送された。

出典：
第1回（2008年2月14日・21日）
- 日村キモンスター（バナナマン・日村勇紀）
  - トレーナーは設楽統

- Q太郎キモンスター（ハイキングウォーキング・鈴木Q太郎）
  - トレーナーは松田洋昌

- 小木キモンスター（おぎやはぎ・小木博明）
  - トレーナーは劇団ひとり

- 出演アイドル
  - 大友さゆり
  - 大塚里夏
  - 高城樹衣

第2回（2008年8月28日）
- 日村キモンスター（バナナマン・日村勇紀）
  - トレーナーは設楽統

- 春日キモンスター（オードリー・春日俊彰）
  - トレーナーは若林正恭

- 小木キモンスター（おぎやはぎ・小木博明）
  - トレーナーは劇団ひとり

- 出演アイドル
  - 大塚里夏
  - 長尾麻由
  - 平野由希

第3回（2009年8月13日）
- 日村キモンスター（バナナマン・日村勇紀）
  - トレーナーは設楽統

- 春日キモンスター（オードリー・春日俊彰）
  - トレーナーは若林正恭

- 小木キモンスター（おぎやはぎ・小木博明）
  - トレーナーは劇団ひとり

- 出演アイドル
  - 吉川さおり
  - 関口春菜
  - 藤崎あかね
  - すずきかすみ
  - 関口帆香
  - 宮田茜

第4回（2010年8月12日）
- 日村キモンスター（バナナマン・日村勇紀）
  - トレーナーは設楽統

- 家城キモンスター（カリカ・家城啓之）
  - トレーナーは林克治

- 小木キモンスター（おぎやはぎ・小木博明）
  - トレーナーは劇団ひとり

- 出演アイドル
  - 藤川ありさ
  - 齊藤夢愛
  - 清水莉子
  - 桐山瑠衣（クレジット無し）
  - 鈴木咲（クレジット無し）
  - 大橋沙代子（クレジット無し）
  - バネッサ（クレジット無し）
  - 沢口けいこ（クレジット無し）

番外編・キモンスターズオーディション（2011年2月24日）
- 真栄田キモンスター（スリムクラブ・真栄田賢）
  - トレーナーは内間政成

- 今野キモンスター（キングオブコメディ・今野浩喜）
  - トレーナーは高橋健一

- 富澤キモンスター（サンドウィッチマン・富澤たけし）
  - トレーナーは伊達みきお

- 出演アイドル
  - 山下夏佳
  - 瀬長奈津実
  - 矢代梢
  - 太田千晶（クレジット無し）
  - 佐藤あずさ（クレジット無し）
  - 立花実来（クレジット無し）
  - 葵マリカ（クレジット無し）

第5回・バレンタインSP（2012年2月19日）
- 日村キモンスター（バナナマン・日村勇紀）
  - トレーナーは設楽統

- 岩崎キモンスター（Hi-Hi・岩崎一則）
  - トレーナーは上田浩二郎

- 小木キモンスター（おぎやはぎ・小木博明）
  - トレーナーは劇団ひとり

- 出演アイドル
  - 矢代梢
  - 柴原麻衣
  - 眞世
  - 水野麻奈
  - 飯野かおり
  - 青葉ちえり
  - 加藤遥
  - 三島ゆかり

第6回(2014年8月17日）
- 日村キモンスター（バナナマン・日村勇紀）
  - トレーナーは設楽統

- 酒井キモンスター（アルコ&ピース・酒井健太）
  - トレーナーは平子祐希

- 小木キモンスター（おぎやはぎ・小木博明）
  - トレーナーは劇団ひとり

- 出演アイドル
  - 豊田瀬里奈
  - 水月桃子
  - 望月茉莉
  - 永井里菜
  - 河合風花
  - 荒井つかさ
  - 三田寺理紗
  - 土山茜

第7回（2017年8月13日）
- 西村キモンスター（バイきんぐ・西村瑞樹）
  - トレーナーは小峠英二

- アントニーキモンスター（マテンロウ・アントニー）
  - トレーナーは大トニー

- くっきーキモンスター（野性爆弾・くっきー!）
  - トレーナーはロッシー

## 長丁場収録シリーズ
5年に1度のペースで実施。
出典：
壁の向こう側を体験しよう（2008年4月24日）
主にMC3人でるあるネタのパイオニアであるつぶやきシローを意識したあるあるネタを300個考え、301個目のあるあるネタがどんなものなのか検証する。収録は8時間に及んだ。
エロ哀しいカルタを作ろう（2013年3月3日）
エロあるあるカルタを作ろう（2019年1月20日）
腐りカルタを作ろう（2020年5月31日）

## 芸能界ストイック暗記王
- あるテーマを制限時間内で暗記し、暗記終了後に１分間で全てをホワイトボードに書き込み解答。全問正解すると賞金10万円。
- 暗記中に「気をそらせ隊」が現、挑戦者の恥ずかしい部分を暴露したり、ミニコントに無理矢理参加させたりなどして気をそらせさせ、10万円獲得を阻止する。全問正解できなければその場で「煩悩」の烙印を押される。*劇団ひとりは第3回終盤で上半身裸にネクタイ目には覆面という格好で悪役口調で喋り出したのがきっかけで、「気をそらせ隊」のリーダーとなった。第4回以降のオープニングではその格好と口調で挑戦者を挑発するのが定着、さらに第5回目からは「気をそらせ隊のテーマ」というテーマ曲が作られるほどになった。また、各回の最後の挑戦者(矢作か飯塚、第20回では朝日)は、劇団ひとりの芝居形式によって気をそらせるパターンが定着しており、挑戦者は終盤で悪役であるひとりをアドリブで糾弾するが、ひとりと共演の女優に「引っかかったな」と言い放たれ、時間切れと同時に強制失格(解答もできない)となる。第9回では殺人事件を題材とした法廷サスペンスを、第10回では医療ミスをめぐる医者とナースの争いなど本格的なドラマ仕立てになり、第12回では矢作の半生を勝手に作り上げられた上、自分が小学生の頃に書いた作文『13年ぶりの大雪』を読まされ、回を増すごとにスケールが大きくなっている。
- ひとりはこの企画の収録時は本番4時間以上前から綿密なリハーサルをこなし、矢作の挑戦の気をそらせている（矢作、飯塚も暗記する気ははじめから無く、ひとりの芝居に入り込んでいる）。

出典：
第1回（2008年6月11日）
- バナナマン、堤下敦、小木
- 「気をそらせ隊」（劇団ひとり、田中涼子、村岡沙耶香、深澤ゆうき、浅田ほのか、未来、石井かおり、ゆずき、深水あかね）

第2回（2008年7月2日）
- 黄川田将也、有吉弘行、井戸田潤（スピードワゴン）
- 「気をそらせ隊」（メンバー第1回と同様）

第3回（2008年11月5日）
- 日村勇紀（バナナマン）、小木博明、有吉弘行
- 「気をそらせ隊」（劇団ひとり、田中涼子、深澤ゆうき、黒澤佐知子）

第4回（2008年11月19日）
- 設楽統（バナナマン）、 小島よしお、 矢作
- 「気をそらせ隊」（メンバー第3回と同じ、桜木凛 *クレジット無し）

第5回（2008年12月10日）
- 田中卓志（アンガールズ）、金田哲（はんにゃ）、矢作
- 「気をそらせ隊」（ひとり、深澤、村岡沙耶香、藤井梨花、初音みのり *クレジット無し）

第6回（2009年2月11日）
- 木下隆行（TKO）、 塙宣之（ナイツ）、 矢作
- 「気をそらせ隊」（ひとり、深澤、田中涼子、藤井梨、はなわ、原紗央莉）

第7回（2009年6月3日、10日）
- 庄司智春（品川庄司）、井戸田潤（スピードワゴン）、 秋山竜次（ロバート）、矢作
- 「気をそらせ隊」（ひとり、深澤、田中、藤井梨、藤井シェリー）

第8回（2009年9月2日、9日）
- 長友光弘（響）、 近藤春菜（ハリセンボン）、 今野浩喜（キングオブコメディ）、 矢作
- 「気をそらせ隊」（ひとり、深澤、田中、藤井梨、高橋健一(キングオブコメディ)、原紗央莉 *原のみクレジット無し）

第9回（2009年2月10日、17日）
- 若林正恭（オードリー）、大島美幸（森三中）、宇治原史規（ロザン）、矢作
- 「気をそらせ隊」（ひとり、深澤、田中、藤井梨、塩谷D、双津D、折山みゆ、米田弥央 *米田のみクレジット無し）

第10回（2010年6月16日、23日）
- 東野幸治、春日俊彰（オードリー）、 矢作
- 「気をそらせ隊」（ひとり、深澤、田中、藤井梨、横山美雪、キュートン、米田弥央 *米田のみクレジット無し）

気をそらせ隊 新メンバーオーディション
ストイック暗記王のマンネリ化を打破するために行われた企画。西舘さをりの何とも形容し難い奇怪な演技は「西舘式」と呼ばれ話題になった。放送されて2か月後にDVD『衝動のモンスター傑作選』の特典映像に収録された。
- 田中涼子、深澤ゆうき、西舘さをり、南まりか

第11回（2011年8月24日、31日）
- コカドケンタロウ（ロッチ）、 中岡創一（ロッチ）、 真栄田賢（スリムクラブ）、 矢作
- 「気をそらせ隊」（ひとり、深澤、田中、柏木美里）

第12回（2013年8月24日、31日）
- 狩野英孝、 小峠英二（バイきんぐ）、 飯尾和樹（ずん）、 矢作
- 「新・気をそらせ隊」（ひとり、伊藤れいこ、安藤遥、狩野）

第13回（2014年4月19日、26日）
- 澤部佑（ハライチ）、 飯塚悟志（東京03）、 大久保佳代子（オアシズ）、 矢作

第14回（2014年11月8日、15日）
- 板倉俊之（インパルス）、ノブ（千鳥）、RG（レイザーラモン）、飯塚悟志（東京03）

第15回（2015年8月22日、29日）
- ゆいP（おかずクラブ）、 川島明（麒麟）、 バカリズム、飯塚悟志（東京03）

第16回（2016年4月30日、5月7日）
- 永野、 藤本敏史 (FUJIWARA)、 小池美由、 矢作

第17回（2016年11月26日、12月3日）
- 酒井健太（アルコ&ピース）、 ビビる大木、 博多大吉（博多華丸・大吉）、 矢作

第18回（2018年3月4日、3月11日）
- 小宮浩信（三四郎）、秋山竜次（ロバート）、山内健司（かまいたち）、飯塚悟志（東京03）

第19回（2018年9月16日、9月23日）
- 水田信二（和牛）、板倉俊之（インパルス）、 黒沢かずこ（森三中）、 矢作

第20回（2019年9月15日、9月22日）
- 板倉俊之（インパルス）、兼近大樹（EXIT）、斉藤慎二（ジャングルポケット）、朝日奈央

第21回（2024年2月25日、3月3日）
- 野呂佳代、阪本（マユリカ）、井口浩之（ウエストランド）、渡辺隆（錦鯉）
- 「新・気をそらせ隊」（ひとり、吉原怜那（ダウ90000）、野中美希（モーニング娘。'24）、森谷花香、瀬名葉月、浅見紘至、オレノグラフィティ、鈴木ゆうは）

## 自称Mのアイドルを審査する“M女オーディション”
「ドM」と自称しているアイドルを審査し「本物のドM」なのかそれとも「キャラクターとしてドM」を演じているのかを審査する企画。
- 有吉弘行 - 審査委員長
- 劇団ひとり・小木博明 - 審査員

出典：
第1回（2008年9月10日）
- 佐野夏芽、 華彩なな

第2回（2008年9月17日）
- 原幹恵「マゾのDUCATI（ドゥカティ）」、佐藤唯、アヤカ・ウィルソン※DVDではカット

第3回（2008年11月12日）
- 次原かな、辰巳奈都子「マダムMフライ」

第4回（2009年1月21日）
- 大友さゆり「Mのけ姫」、 谷桃子

第5回（2009年2月18日）
- 児玉菜々子「マゾンナ」、松本さゆき

第6回（2009年5月6日）
- 田代さやか

番外編
- 折原みか
  - 2009年7月8日放送分の「悪ふざけベスト」にてあまりに審査員たちの悪ふざけが過ぎたためお蔵入りしたことが発覚。この放送では過激な部分をカットしたものが放送された。
  - 谷桃子は、そもそもこの企画が初登場であった。しかし、あまりにKYぶりが過ぎ、最終的には暴走したことから、後に下記の企画『谷桃子シリーズ』が誕生する。

### 谷桃子王決定戦
M女オーディション等にて、その度を越したKYキャラクターで出演者達を振り回して来た谷桃子を何とか理解しようとして始まった企画。出演者たちは谷に対して出題される問題の回答を予測するが、谷の予想を遥かに上回る行動やボケ、無茶振り等に翻弄される。遂には谷の投げたホワイトボード消しが1000万円以上するカメラに直撃し、番組進行が一時中断される事態にもなった。後藤にツッコミを無茶振りした挙句ダメ出しする、あだ名芸が売りの有吉にあだ名をつけて滑るなど、出演者に与えた傷は数知れない。

出典：
第1回（2009年10月22日）
- 回答者：矢作兼（おぎやはぎ）、後藤輝基（フットボールアワー）、有吉弘行

第2回(2009年12月3日）
- 回答者：矢作兼（おぎやはぎ）、伊達みきお（サンドウィッチマン）、有吉弘行

#### タニームマッチ2010
TBSテレビの番組「史上空前!! 笑いの祭典 ザ・ドリームマッチ」のパロディ企画。谷が組みたい芸人を選び、選ばれた芸人と谷が即興でネタを披露する企画。

出典：
第1回
- オリエンタルラジオ（中田敦彦・藤森慎吾）
- 有吉弘行
- 佐久間宣行（番組プロデューサーで元々は仕掛け人側だったがレギュラー陣の悪ふざけで出演者側になり谷桃子に指名され、谷とともにネタをやらされるハメに）

第2回
- 山里亮太（南海キャンディーズ）
- 佐久間宣行（被害に合わないため今回は違うスタッフが仕掛け人だったが、谷桃子に逆指名を食らいまたもネタをやらされるハメに）

#### ねるとん谷鯨団
ゴッドタンでは珍しい恋愛企画。番組で女性扱いされない谷とレギュラー陣、カンニング竹山（谷と初対面）が「ねるとん紅鯨団」形式でお見合いパーティーをしようという、谷桃子の「復讐企画」。
- 出場者
  - 矢作兼、小木博明、竹山隆範
  - 谷桃子

## 地元にまつわる信じがたい伝説を語る！地元エピソードキング
ゲスト含む芸人たちが、各自の地元を代表してテーマに沿ったエピソード（真偽不明の噂も多分にあり）を語る。お題1つにつき2 - 4人の対戦方式となっており、お題ごとに全員の話が終わると話し合いによって一番つまらなかった話（ビリケツ）が選ばれる。で、その話をした者は「お尻ペンペンの刑」として生尻を他の参加者に次々とひっぱたかれた上、尻に体温計を挿す、ミントを塗り込まれるなどのアニリングスをされる。

第1回(2008年10月9日）
参加者
- おぎやはぎ（小木：板橋代表、矢作：池袋代表）
- 劇団ひとり（幕張代表兼進行係）
- 品川庄司（品川：狛江代表、庄司：蒲田代表）
- TKO（大阪大東代表）

お題
- 「地元で最強だった男」 ビリケツ：木下
- 「地元で最もモテた人」 ビリケツ：庄司
- 「地元で最も荒れていた高校」 ビリケツ：木下
- 「地元で一番ススんでいた女子」 ビリケツ：庄司

第2回(2008年12月18日）
参加者
- おぎやはぎ（小木：板橋代表、矢作：池袋代表）
- 劇団ひとり（幕張代表兼進行係）
- スピードワゴン（愛知代表）
- サバンナ（京都代表）

お題
- 「地元で一番ワルかった男」 ビリケツ：井戸田
- 「地元で一番ズルかったヤツ」 ビリケツ：高橋
- 「地元で一番怖かった先生」 ビリケツ：小木
- 「地元で起きた一番の大事件」 ビリケツ：小沢

第3回(2009年1月29日）

第4回(2023年5月7日）
参加者
- オズワルド（伊藤:千葉代表、畠中:北海道代表）
- トム・ブラウン 布川ひろき（北海道代表）
- カミナリ 竹内まなぶ(茨城代表）

## ノリと勢いだけで番組成立させよう
飲み屋でよくあるノリや勢いのみで番組1回分、つまり30分の番組は作れるかという実験企画。
第1回(2008年11月27日）
- キングオブコメディ、 黒沢かずこ（森三中）、 青島あきな

第2回(2009年1月15日）
- 日村勇紀（バナナマン）、秋山竜次（ロバート）、角田晃広（東京03） ※元々は出演がなかったものの日村に誘われて出演、松本亜希

## 友達を作ろう！

### ケンコバ&日村の 女友達になりたい人いらっしゃ〜い!
ケンコバと日村の持ち込み企画。
芸人のくせに全くモテない2人(特に日村)が女友達を紹介してもらうためにやって来た。ケンコバと日村に1人ずつ女友達を紹介し、2人には番組終了後そのまま飲みに行く「ENJOY」か次の女友達を紹介してもらう「CHANGE」かを決断してもらう。ちなみに「ENJOY」を選択した時点で企画終了し、次の女友達候補は紹介されない。制限時間は15分。
- 紹介者 / 女友達
  - 松丸友紀 / 秋元玲奈
  - 矢作兼 / 美月あかり
  - 劇団ひとり / 高瀬みさき

### バカリズムに女友達を作ろう!
女友達が1人もいないバカリズムに小木と劇団ひとりが選んだ女友達候補を1人ずつ紹介する企画。候補者と意気投合したら友達成立となり、その時点で企画は終了する。候補者と会話をしていてバカリズムが「この人とは友達になれない」と思った場合は、前にあるボタンを押せば「友達不成立」となり次の候補者が登場する。しかし、その人には2度と会えないシステムとなっている。

出典：
第1回（2014年1月19日）
- 女友達候補
  - 渕上彩夏 - 好きな芸人が笑い飯（バカリズムは「お世辞でもバカリズムと言って欲しかった」と発言）という理由で友達不成立。
  - 中村静香 - 所属事務所が大手のオスカープロモーションという理由で友達不成立。
  - 東條ナナ（キャバクラ嬢） - ただのゆってぃファンという理由で友達不成立。
  - 二瓶有加（彼氏の水口亘も一緒に登場） - 彼氏がいるという理由で友達不成立。
  - 谷桃子 - 友達不成立。最後にバカリズムがもう1度会いたい人として再び登場したが、谷桃子からボタンを押し「逆お断り」となってしまった。

第2回（2014年3月23日）
- 女友達候補
  - 逢沢りな - 好きな芸人が佐久間一行で、バカリズムより佐久間のネタが好みという理由で友達不成立。
  - 蓼沼楓 - お酒の勢いで肉体関係もあったりすると語り、バカリズムを始め小木・劇団ひとりも興味津々であったが、劇団ひとりが「そういう事があっても本当に誰にも言わないの?」と尋ねたところ、大親友であるアイドリング!!!の菊地亜美には嘘はつけないと発言し友達不成立。
  - 小池美由 - バカリズムに「僕のどういうところに興味があるの?」と尋ねられたが、小池は前の週の企画「このアイドル知ってんのか!?2014」での出演が好評で急遽この企画にも出演することになったため、答えを考えてなく詰めの甘さが露呈して友達不成立。
  - 山岸あき（紹介者として二瓶有加＆水口亘も登場） - 第1回に登場した二瓶有加の友達として登場。二瓶有加＆水口亘と同じくウザいノリがバカリズムを腹立たせ友達不成立（バカリズム曰く「類が友を呼んだだけ」）。
  - Pちゃん

### 小池美由にトモダチを作ってあげよう!
2016年1月24日放送。2015年12月13日「ギリ笑える不幸座談会」からの派生。
- トモダチ候補
  - 岸明日香 - 元ヤンであることがばれたため不成立
  - 葉月 - 住む世界が違うということで不成立
  - メイプル超合金 - 相撲対決をして小池が勝てなかったため不成立
  - 黒沢かずこ（森三中） - 同じ闇を抱えているということで成立。実際に収録後LINEを交換した。
- 放送内では小池と黒沢がトモダチになれたものの、LINEの既読スルーが契機となり犬猿の仲になったという設定で、小池&黒沢による企画に発展された（2016年11月6・13日「仲直りフレンドパーク8」、2017年9月24日[28]・2018年5月12日[29]）

### 東京03飯塚に友達を作ろう!
2019年9月8日放送。
- 友達候補
  - フワちゃん
  - ティモンディ
  - 真島なおみ
  - 金田哲（はんにゃ）

### みなみかわの相談相手オーディション
「腐り芸人セラピー」から派生。芸人としての行き詰まりを感じ、所属事務所の批判を繰り返すみなみかわの悩みを受け止めることができる芸人を探す。前述のバカリズム・小池・飯塚の友達作りと同様の形式（劇団ひとりを立会人としたお見合い形式）。みなみかわが不合格と判断した場合、ボタンが押され照明が赤色に転じる。
第1回（2021年12月5日）
- なすなかにし
- とにかく明るい安村
- 長谷川雅紀(錦鯉)

第2回（2022年4月3日）
- タイムマシーン3号
- 紺野ぶるま
- AMEMIYA

第3回（2022年10月30日）
- 渡辺江里子（阿佐ヶ谷姉妹）
- 藤本敏史（FUJIWARA）

第3回 未公開（2023年1月8日）
- 井口浩之（ウエストランド）

第4回（2023年4月16日、23日）
- 木下隆行（TKO）
- おいでやす小田

第5回（2024年6月9日）
- 伊藤俊介（オズワルド）
- きしたかの

第6回（2024年11月24日）
- ウエストランド
- 山添寛（相席スタート）

第7回（2025年4月27日）
- Den（リンダカラー∞）
- コロコロチキチキペッパーズ

## 非・吉本芸人団体芸サミット
団体芸を得意とする吉本興業に対抗して、非吉本所属芸人が集い新しい団体芸を考えようという企画。主な使用番組として他局であるテレビ朝日の「雨上がり決死隊のトーク番組アメトーーク!」が代表例として挙げられ、2009年6月4日放送回の『アメトーーク』にて第1回、第2回のメンバーが「吉本うらやましい芸人」として出演、実質『アメトーーク』とコラボレーションとなった。
また、アメトーーク本編中にはゴッドタンで放送された団体芸サミットの映像が流れそのなかには松丸アナウンサーも映りこんでしまったためVTRながらも他局の出演を果たした。その後の放送で出演者陣は、「どんな番組だか見てみよう」とその後の波及効果を期待したが、あまり変わっていない。なお、ゴッドタン側でアメトーークの映像は、予算の都合上流すことが出来なかった。
出典：
第1回（2009年3月18日、25日）・第2回（2009年4月15日、22日）
- おぎやはぎ（プロダクション人力舎所属）
- 劇団ひとり（太田プロダクション所属）
- バナナマン（ホリプロコム所属）
- オードリー（ケイダッシュステージ所属）
- 小島よしお（サンミュージック企画所属）
- キングオブコメディ（プロダクション人力舎所属）

第3回（2009年5月27日）
- おぎやはぎ（プロダクション人力舎所属）
- 劇団ひとり（太田プロダクション所属）
- バナナマン（ホリプロコム所属）
- オードリー（ケイダッシュステージ所属）
- キングオブコメディ（プロダクション人力舎所属）
- アンガールズ（ワタナベエンターテインメント所属）

## ザ・大声クイズ
クイズに正解するのが目的ではなく、司会者に大声でツッコまれ、もっとも司会者の声量が大きかった解答者が優勝という企画。普段はメインMCということもあり、進行役に徹することが多い矢作が珍しく解答者側で参加する。
解答者は大きい声でツッコまれたいがためにクイズそっちのけで自由奔放に振舞い、クイズがまともに進行することはまれである。MCのツッコミ芸人は全員「クイズはちゃんとやりましょうよ!」と大声でツッコんでいる。自由な空気にアイドル枠として出演している女性タレントもうっかり「下ネタ」発言をしてしまうこともある。
出典：
第1回（2009年8月19日）
- インパルス（堤下が司会で板倉が解答者）
- 佐野夏芽
- 福島和可菜

第2回（2009年10月14日）
- オードリー（若林が司会で春日が解答者）
- 浜田ブリトニー
- KAZUMI（「推理クイズ」に出演）

第3回（2009年11月18日）
- ブラックマヨネーズ（小杉が司会で吉田が解答者）
- 愛川ゆず季

第4回（2010年4月28日）
- 山里亮太（南海キャンディーズ、司会）
- 西舘さをり
- 鈴木拓（ドランクドラゴン）
  - 山里は鈴木に「ヤマバー」（映画「アバター」のぱくり）をムチャブリされてドスベったことに激怒、険悪な空気となった。これがきっかけとなり、2人は「第3回仲直りフレンドパーク」に出演している。

- 桜りりぃ

第5回（2010年10月13日）
「あまり絡んだ事がない若手芸人SP」
- ハライチ（澤部が司会で岩井が解答者）
  - 司会の澤部は完全に若手扱いされ、矢作の出した足に引っ掛かってひとりの尻に突っ込まさせられた。ツッコミというより「ノリボケ」を得意とする澤部は、解答者の解答にことごとく「ノリボケ」で応えた。

- パンクブーブー（黒瀬が司会で佐藤が解答者）
  - 登場早々小木に「気持ち悪い」と揶揄された黒瀬は憤慨、解答者に対してマジギレし激しい罵りあいとなった。さらに黒瀬は「ピロリ」と言われさらに激怒、「ピーロー ピーロー」と叫んで矢作らに逆襲した。

- 西舘さをり

第6回（2010年12月15日）
- アンガールズ（田中が司会で山根が解答者）
- 杉ありさ
- 松山友紀（「アイドルクイズ」に出演）

第7回（2011年3月30日）
- 後藤輝基（フットボールアワー、司会）
- 辰巳奈都子
- 鈴木拓（ドランクドラゴン）

第8回（2011年9月21日）
- 柴田英嗣（アンタッチャブル、司会）
- 日村勇紀（バナナマン）
- 西舘さをり

第9回（2012年7月14日）
- 児嶋一哉（アンジャッシュ、司会）
- 鈴木拓（ドランクドラゴン）
- 菊地亜美

第10回（2013年4月27日）
- 小峠英二（バイきんぐ、司会）
- 川島邦裕（野性爆弾）
- 丸高愛実

第11回（2014年7月12日）
- 三四郎（主に小宮が司会）
- 日村勇紀（バナナマン）
- おのののか

第12回（2014年11月29日）
- 西野亮廣（キングコング、司会）
- ネゴシックス
- 岡井千聖（℃-ute）

第13回（2015年8月8日）
- 千鳥（ノブが司会で大悟が解答者）
- 菊地亜美
- 西野晶雄（シンプル）

第14回（2016年1月16日）
- 藤本敏史（FUJIWARA、司会）
- 吉村崇（平成ノブシコブシ）
- 野呂佳代

第15回（2017年4月22日）
- 銀シャリ（橋本が司会で鰻が解答者）
- 倉持由香

第16回（2020年4月11日）
- ダイアン（津田が司会でユースケが解答者）
- 清水あいり

第17回（2025年5月4日）
- 長谷川忍（シソンヌ、司会）
- 国崎和也（ランジャタイ）
- たけうちほのか

## ヒム子のアイドル性格チェック
ドッキリ企画。バナナマン日村が、番組内で生まれたおネエキャラ「ヒム子」として本物のおネエになりきり、ターゲットのアイドルがどういう対応をするかを観察する。本来の主旨は番組で起用する性格の良いアイドルを見つける事としているが、徐々に性格チェックそのものより、モニタリングルームから日村への無茶ぶりや、佐久間プロデューサーや劇団ひとりを巡るストーリーの展開がメンバーにとっての楽しみとなってきている。

出典：
第1回（2009年7月22日）
- 木口亜矢
- さとう里香

第2回（2009年9月23日）
- 加藤沙耶香

第3回（2009年11月4日）
- 西舘さをり

第4回（2010年1月20日）
- 一戸愛子

第5回（2010年2月24日）
- ローラ

第6回（2012年12月22日）
- 森田涼花

第7回（2013年2月16日）
- 逢沢りな

第8回（2013年5月25日、6月1日）
- 矢島舞美
- 逢沢りな ※仕掛け人
- 国生さゆり ※仕掛け人

第9回（2013年12月14日）
- 奥仲麻琴

第10回（in TGC）（2014年4月5日）
- 小松彩夏

第11回（2014年10月11日）
- 岡本杏理

## 怒りオネェ
テレビ東京の深夜番組「怒りオヤジ」のパロディ企画。バナナマン日村と劇団ひとりがオネエに扮しアイドルに説教をする。「怒りオヤジ3」のパロディ企画のためナレーションやテロップなど忠実に再現している。

出典：
1. 2010年10月21日 - 杉原杏璃
2. 2010年12月9日 - 辰巳奈都子
3. 2011年2月10日 - 栗山夢衣
4. 2011年4月14日 - クリス松村
5. 2011年10月23日 - 手島優

## 芸能界キレ女塾
バカリズムの持ち込み企画（本人曰く『持ち込まされ企画』）。「どスベリサミット」で発覚したバカリズムのキレキャラに焦点を当て、キレる事ができない女性アイドルにバカリズムが正しいキレ方をレクチャーする企画。

出典：
1. 2010年6月3日 - 吉木りさ
2. 2010年7月1日 - 小栗あずき
3. 2010年8月26日 - 小林さり
4. 2010年9月23日 - 佐山彩香
5. 2011年1月20日 - 高松美里
6. 2011年3月3日） - 綱島恵里香
7. 2012年7月8日）-小池里奈
8. 2012年11月18日 - 篠崎愛
9. 2013年7月14日 - 星名美津紀
10. 2014年6月8日 - 森田涼花

## ゲーセワニュース
世間の人々が普段飲み屋で話すような下世話な芸能界などの噂を実際にあったことなのかをコメンテーターが解説する企画。「ゲーセワ」とはいかにも業界用語っぽいが、「下世話」の言葉をただ伸ばしただけ。
「芸能界で一番ケンカが強いのは誰か?」「国家予算ほど稼いだ詐欺グループが存在した」など、聞いたら驚愕するような内容のニュースをコメンテーターとともに掘り下げていく。
久田は「これは本当です」がお決まりのフレーズ。

出典：
第1回（2010年9月2日）
第2回（2010年10月7日）
第3回（2010年11月11日）
第4回（2011年4月28日）
第5回（2010年11月11日）
飲み屋でゲーセワニュース（2011年11月6日・16日）
- コメンテーター
  - 吉田豪、 久田将義、 島田秀平、 なぎら健壱、 杉作J太郎

- パネラー
  - 劇団ひとり
  - バナナマン

飲み屋でゲーセワニュース2（2012年3月25日・5月20日）
- コメンテーター
  - 吉田豪、久田将義、 サンキュータツオ、杉作J太郎

- パネラー
  - おぎやはぎ
  - バナナマン

ゲーセワニュース2013（2013年6月16日）
ゲーセワニュース2015(2015年7月26日）
ゲーセワニュース2017（2017年8月27日）

## 松丸プロデュース王決定戦
ゴッドタンでは珍しいロケ企画。松丸をレギュラー陣がコスプレさせて、松新しいキャラクターを発掘する企画。松丸がコスプレした画像は番組携帯サイトで待ち受けとしてダウンロードが出来た。松丸がプロデュースに賛同できればハグ、ダメならビンタで判定。松丸はどの案も「性の対象としか見ていない」という理由を無理矢理こじつけては拒否する事が定番となっており、結局一度も賛同に至っていない。
2017年以降は松丸の産休により代理MCとなっている野呂佳代と朝日奈央も参戦している。2019年の放送にて「松丸のプロデュースは最後」と紹介された。

出典：
第1回(2010年1月7日）
- 日村プロデュース：「Tommy february風松丸」
- 小木プロデュース：「おねむ松丸」
- 設楽プロデュース：「花嫁風松丸」
- 劇団ひとりプロデュース：「トリニティ(マトリックス)風松丸」

第2回（2010年10月28日）
- 設楽プロデュース：「KARA風松丸」
- 小木プロデュース：「山ガール風松丸」
- 劇団ひとりプロデュース：「赤ちゃん風松丸」

第3回（2011年12月11日）
- 日村プロデュース：「芦田愛菜風松丸」
- 小木プロデュース：「澤穂希風松丸」
- 劇団ひとりプロデュース：「変なおじさん風松丸」

第4回(2013年1月6日）
- 田中プロデュース：「綾波レイ風松丸」
- 劇団ひとりプロデュース：「マイケル・ジャクソン風松丸」
- 小木プロデュース：「鉄拳＆デーモン閣下風松丸」

第5回(2015年12月6日）
- 小木プロデュース：「エグスプロージョン風松丸」
- 塚地プロデュース：「小池美由風松丸」
- 劇団ひとりプロデュース：「清水アキラ風松丸」

打倒松丸 野呂朝日プロデュース（2017年12月23日）
- 小木プロデュース：「にゃんこスター風野呂朝日」
- 劇団ひとりプロデュース：「テツandトモ風野呂朝日」
- くっきープロデュース：「獣神サンダー・ライガー&長州小力風野呂朝日」

松丸野呂朝日プロデュース王決定戦（2018年12月16日）
- バカリズムプロデュース：「世界のナベアツ風朝日」
- 小木プロデュース：「五木ロボ風松丸」
- 劇団ひとりプロデュース：「ハリウッドザコシショウ風野呂」

松丸野呂朝日プロデュース王決定戦（2019年12月22日）
- 小木プロデュース：「くまだまさし風朝日」
- 劇団ひとりプロデュース：「どぶろっく風野呂」
- 東京03プロデュース：「下衆ヤバ夫風松丸」

2020年以降はアシスタントのプロデュース企画は放送されず、お笑いコンビを対象にしたプロデュース企画を行なっている。
空気階段プロデュース（2021年12月12日）
- 劇団ひとりプロデュース：「寅さん風鈴木もぐら」
- 小木プロデュース：「デビルキック伯爵風水川かたまり」

錦鯉プロデュース（2022年4月10日）
- 「土佐兄弟風錦鯉」
- キャラを活かした芝居に挑戦しよう
- 一言締めチャレンジ

## 勝手に新曲発表会
芸人が新曲をあまり出していないミュージシャンの歌を勝手に作って発表する企画。判定はのど自慢方式をとっており、聴くに耐えない場合は審査員が鐘を鳴らし強制終了となる。

出典：
第1回『TM NETWORK』-2010年11月18日・25日
- 日村勇紀（バナナマン）
- 大地洋輔（ダイノジ）
- 豊本明長（東京03）
- デビテツヤ
- 披露曲：「BedMild」

第2回『TM NETWORK/COMPLEX』 -2011年12月18日・25日
- TM NEW NETWORK
  - 日村勇紀（バナナマン）
  - 豊本明長（東京03）
  - デビテツヤ

- NEW COMPLEX
  - 大地洋輔（ダイノジ）
  - サンドウィッチマン
  - ペレ（エクステンション）

### いきなり新曲 スナック角ちゃん
有名アーティストの新曲っぽい歌詞を考え、それを角田（東京03）が即興演奏する。

#### スナック眉村ちあき
2018年6月10日「このアイドル知ってんのか？2018」で紹介された眉村ちあきをフィーチャーした派生企画。スナックの客という設定のゲストの愚痴を聞き、眉村による即興ソングで背中を押す。
第1回（2018年9月30日）
ゲスト：EXIT、本郷杏、村上健志（フルーツポンチ）、品川祐（品川庄司）
- この回で眉村が歌唱した即興曲のうち1曲は、「大丈夫」というタイトルで実際に楽曲化されている（1stアルバム「めじゃめじゃもんじゃ」に収録）本郷とりんたろー。（EXIT)は当該回の共演がきっかけで交際・結婚に至る。

第2回（2018年11月25日）
ゲスト：さらば青春の光、飯塚悟志（東京03）、中村マネージャー（手島優マネージャー）
第3回（2019年4月21日、5月5日）
ゲスト：宮下草薙、ジャングルポケット、東京03
第4回（2022年9月4日）
ゲスト：センチネル、こたけ正義感、AMEMIYA

## 照れカワ芸人更生プログラム
南海キャンディーズ山里とオードリー春日の持ち込み企画。ちょっとした芸を披露した後に照れてみせることで、「カワイイ!」などと女性からチヤホヤされて芸人がやらなきゃいけない汚れ仕事を免除されがちな「照れカワ芸人」を、何があっても、どんな事をさせられても照れないように厳しく更生していく。
MCか照れカワ審査員に「照れた」と判断されると照れボタンが押されてプログラムは中断され、一からやり直しになる。
- MC
  - 山里亮太（南海キャンディーズ）
  - 春日俊彰（オードリー）
- 照れカワ芸人
  - 矢作、若林正恭（オードリー）
- 照れカワ審査員
  - 劇団ひとり、小木

出典：
第1回 - 2011年3月10日
プログラム出演
- 「全力でアイドルを応援しよう!!」：スマイレージ
- 「どんな歌も全力でノリ切れ!!」：爆乳ヤンキー（セクシー☆オールシスターズ）
- 「全力でラブストーリーを演じ切れ!!」：西舘さをり

第2回 - 2011年5月26日・6月2日
プログラムの種類は第1回と同じ。ただし、ラブストーリーの相手が成松になっている。
プログラム出演
- 「全力でアイドルを応援しよう!!」：ももいろクローバーZ
- 「どんな歌も全力でノリ切れ!!」：爆乳三国志 （セクシー☆オールシスターズ）
- 「全力でラブストーリーを演じ切れ!!」：成松慶彦 - BL漫画「同級生」「卒業生(冬)」（中村明日美子作）のワンシーンを再現し、ゲストの中野風女シスターズを狂喜させた。

ゲスト
- 中野風女シスターズ

第3回（照れカワももクロ学園）-2012年3月11日・18日
プログラム出演
- ももいろクローバーZ - 矢作から「今回は照れカワ更生よりももクロ推しが目的じゃないのか」と指摘されたが、ももクロファンである設楽は否定しなかった。
- 日村勇紀[バナナマン） - 2人の手本となる「照れナシ芸人」代表として登場。ノリノリでいろんな扮装をしての踊りを披露した。

若林VS春日 照れカワ三番勝負
「照れカワ芸人更生プログラム」スピンオフ企画。
- 照れカワ芸人 - オードリー

プログラム出演
- 丸高愛実 〔VS若林正恭〕
- 深澤ゆうき 〔VS春日俊彰〕
- 谷桃子

第4回（照れキュート芸人更生プログラム）-2013年10月27日・11月3日
前回から1年半ぶりの復活。山里・春日・若林は出演していない。矢作はこれまで受けた3回の更生プログラムで照れカワ芸人を卒業したとされていたが、向井に手本を見せたところ疑惑が再燃することになった。
プログラム出演
- ℃-ute

照れキュート芸人
- 向井慧（パンサー）

照れナシ芸人
- 日村勇紀（バナナマン）

第5回 -2014年12月7日・14日
プログラム出演
- 私立恵比寿中学
- 谷桃子

照れカワ芸人
- 向井慧（パンサー）
- 大水洋介（ラバーガール）

鬼教官
- 山崎弘也（アンタッチャブル）

第6回（照れトガ芸人更生プログラム）-2016年12月11日・17日
プログラム出演
- ℃-ute

照れトガ芸人
- ジャルジャル

照れナシ芸人
- 千鳥 (お笑いコンビ)

鬼教官
- ハリウッドザコシショウ

第7回（照れカワジジイ更生プログラム）-2021年1月17日
プログラム出演
- 末吉9太郎
- 鈴木もぐら（空気階段）

照れカワ芸人
- 水川かたまり（空気階段）
- おぎやはぎ

第8回（若手SP）-2021年5月16日
プログラム出演
- クボケン（5GAP）

照れカワ芸人
- 秋山寛貴（ハナコ）
- 水川かたまり（空気階段）

## マジギライ1／5
女性5〜6名の中で、挑戦者である芸人のことがマジで嫌いな1人の女性（マジギライ女）を見破る推理クイズ企画。出演する女性のうち1人だけが「マジギライ女」で、他の者は好きでも嫌いでもなくどうでもいいと思っている（という建前ではあるが、実際には挑戦者と仲がいい芸能人が入ることもあり、必ずしも当てはまるわけではない）。なお、男性が候補になった回や2人以上の団体が1枠に入った回もあるが、マジギライ役は必ず単独出演した女性となっている。
出演女性陣は企画内容を伏せられた上で「嫌いな芸人」に関するアンケートを受け、その結果を基にマジギライ女が選定される。アンケート結果はクイズ開始時にヒントとして開示されるが、かなり理不尽かつ過激な記述が多い。
挑戦芸人は「10分間の質疑応答」「女性陣による悪口大喜利」などの3つのステージを経てマジギライ女を見破り、各ステージごとに1人を指名して退場させる。その場合マジギライ女でない人物も挑戦者を嫌う演技をし、かなり厳しめの批判・悪口を言う。無事マジギライ女を退場させればクイズ終了、不正解ならば隠れたマジギライ女によるビンタ（第27回ではソーシャルディスタンスの関係かハリセンで頭を叩いていた）を食らい、クイズ続行となる。正解発表及びビンタの際、芸人にはアイマスクが装着され、ビンタの「犯人」には濃厚なモザイク処理が施されるため、正解は番組ラストまで分からないようになっている。3人外せば不正解で終了。(尺の関係か、1〜2人外した時点でマジギライ女を発表して終了することもある)
挑戦芸人は活動グループを問わず1人で挑戦するが、相方がマジギライ候補で登場したりサポート役や見届け役として司会席にいたりすることが多々ある。その場合、マジギライ候補による批判や悪口がグループ単位での話になり、本来の挑戦者以外に流れ弾が行くこともある。
なお、マジギライ女は「挑戦芸人との共演時に嫌な思いをした」人物であることが多い（が、ただ生理的に見た目が無理などの理由であることも少なからずある）。
女性のうちあいな（元キャバクラ嬢）は第1回の好評を受けレギュラー化。鉄板である「お前、勃起してんだろ!?」をはじめとする下ネタの連発や尊大な芸人評で笑いをとる役回りとなっている。そのため、事実上あいな以外からの選択となる。この企画が契機となり、あいなは同スタッフによる「ウレロ☆未確認少女」の「ゴリナ」役としてキャスティングされている。なお、あいなは第22回までは現役のキャバクラ嬢だったが第25回からはキャバクラ嬢を辞めて主婦になっている。
第8回、第9回では音声多重放送に対応、同時に女性陣の一人が芸人の指令を受けて「遠隔操作」されるルールが導入され、副音声でその指令を聞くことが出来る。
登場芸人は入場前に進行役から多分に悪口を含まれた前口上を言われる（それに対し本気でへこむ者も少なくない）
※ 太字がマジギライ、斜体が遠隔操作された人物。出典：
第1回（2011年6月8日）
挑戦者
- 小木博明（おぎやはぎ）

女性
- 山口沙紀、丸高愛実、今野杏南、井上あやね、あいな

第2回 （マジギライ1/6）（2011年6月15日）
挑戦者
- 田中卓志（アンガールズ）

女性
- 吉田桃子、疋田紗也、さな、小谷津友里、愛乃なな、あいな

第3回（2011年7月13日）
挑戦者
- 後藤輝基（フットボールアワー）

女性
- 山中絢子、植田早紀、馬越幸子、池端玲名、あいな

第4回（お蔵入り）
挑戦者
- 小沢一敬（スピードワゴン）

女性
- 柴原麻衣、平塚奈菜（グラビアアイドル）、土岐麻梨子、坂井古都、あいな

第5回（2011年8月17日）
挑戦者
- 児嶋一哉（アンジャッシュ）

女性
- 高木あずさ、三樹レイカ、高橋亜由美、黒澤唯、あいな

第6回（2011年10月8日）
挑戦者
- 山里亮太（南海キャンディーズ）

女性
- 宮田あゆみ、村岡沙耶香、青山玲子、小島百合子、あいな

第7回（2011年10月15日）
挑戦者
- 有吉弘行

女性
- 斉藤和海、古川真奈美、橋本雪乃、愛心、あいな

第8回（2012年1月7日）
挑戦者
- 東野幸治

女性
- 高梨麻衣、平塚奈菜、白河優菜、相川友希、あいな

第9回（2012年5月5日）
挑戦者
- 日村勇紀（バナナマン）

女性
- 安藤あいか、加藤遥、鳥飼ゆかり、由井香織、あいな

モニタリング
- 設楽統（バナナマン）

第10回（2012年8月11日）
挑戦者
- 若林正恭（オードリー）

女性
- 美藤桜子、黒沢美怜、井澤エイミー、松島志歩 、あいな

モニタリング
- 春日俊彰（オードリー）

第11回（2012年10月20日）
挑戦者
- 渡部建（アンジャッシュ）

女性
- 長谷部佑香、三島ゆかり、小野ののか、清水あいり、あいな

第12回（2013年3月30日）
挑戦者
- 小木博明（おぎやはぎ）

女性
- 希志あいの、初音みのり、蒼井そら、Rio、かすみ果穂

追加女性
- 瑠川リナ、永作あいり
  - おねだりマスカットSP!とのコラボ企画。「おねだりマスカットSP!」が最終回ということで開催され、恵比寿マスカッツのメンバーがほぼ全員参加した。さらに特殊ルールとして、退場させた女性の席に新たなマジギライ候補の女性が追加されるシステム(正解のRioは最初から着席していた)になった。ちなみにマジギライだったのはRioだが、初音はただ単にビンタがしたかったためRioに便乗して2発目のビンタを行った。

第13回（2013年9月21日）
挑戦者
- 澤部佑（ハライチ）

マジギライ候補
- あべみほ、酒井蘭、小塚桃子、島﨑映次、あいな

第14回（2013年10月12日）
挑戦者
- 狩野英孝

マジギライ候補
- 新田まみ、柴原麻衣、武藤乃愛、渚光、あいな

第15回（2014年2月1日）
挑戦者
- 西野亮廣（キングコング）

マジギライ候補
- 高橋杏奈、桜井未来、北山奈都美、二瓶有加＆水口亘、あいな

第16回（2014年9月6日）
挑戦者
- 大谷ノブ彦（ダイノジ）

マジギライ候補
- 立花亜野芽、木嶋のりこ、初原千絵、HIDE（ラッパー）、あいな

第17回（2014年12月20日）
挑戦者
- 鈴木拓（ドランクドラゴン）

マジギライ候補
- 木嶋ゆり、遠藤三貴、芦原優愛、長南亮、あいな

特別編 マジギライオールスターズ魅力再発見SP（2015年2月21日）
挑戦者
- 西野亮廣（キングコング）
- 大谷ノブ彦（ダイノジ）
- 鈴木拓（ドランクドラゴン）
- 小宮浩信（三四郎)
- 小沢一敬（スピードワゴン）

審査員
- 岡井千聖（℃-ute）

第18回（2015年6月6日）
挑戦者
- 柴田英嗣（アンタッチャブル）

マジギライ候補
- 青山めぐ、加藤明子、宮澤じゅり、飯塚悟志（東京03）、あいな

第19回（2015年11月14日）
挑戦者
- 小峠英二（バイきんぐ）

マジギライ候補
- 宮河マヤ、藤綾乃、染谷有香、西村の母、あいな

第20回（マジギライ1/4）（2016年4月2日）
挑戦者
- 劇団ひとり

マジギライ候補
- 田中涼子、矢口真里、ビビる大木、あいな

第21回（2016年8月20日）
挑戦者
- 中岡創一（ロッチ）

マジギライ候補
- 朝日奈央、三宿菜々、藤後夏子、中岡軍団（ キューティー上木、そぼく（ミリオンズ）、アイクぬわら（超新塾））、あいな

第22回（2017年7月8日）
挑戦者
- ノブ（千鳥）

マジギライ候補
- 寺口智香、ららぴ・るるぴ、あさいあみ、品川祐（品川庄司）、あいな

第23回（2017年12月9日）
挑戦者
- ナダル（コロコロチキチキペッパーズ）

マジギライ候補
- 結子、水咲優美、mone、香川沙耶、Pちゃん

第24回（2018年12月2日）
挑戦者
- 斉藤慎二（ジャングルポケット）

マジギライ候補
- 神崎紗衣、エア、川上愛、太田博久・おたけ（ジャングルポケット）、鎌沢朋佳

第25回（2019年6月16日）
挑戦者
- 山内健司（かまいたち）

マジギライ候補
- 白川未奈、小島みゆ、天竺鼠、久保田かずのぶ（とろサーモン）、あいな

第26回（2019年10月6日）
挑戦者
- 平子祐希（アルコ&ピース）

マジギライ候補
- 椿原愛、徳田祐里、長友郁真、タイムマシーン3号、あいな

第27回（2020年9月27日）
挑戦者
- 尾形貴弘（パンサー）

マジギライ候補
- 明石ゆいな、HIKARU、小林ひろみ、佐助、あいな

第28回（2021年10月17日）
挑戦者
- 津田篤宏（ダイアン）

マジギライ候補
- たけうちほのか、坂元誉梨、悠木ゆうか、ナダル（コロコロチキチキペッパーズ）、あいな

第29回（2022年6月12日）
挑戦者
- 小宮浩信（三四郎）

マジギライ候補
- 今井アンジェリカ、雪音まりな、前田美里、槙尾ユウスケ（かもめんたる）、あいな

第30回（2023年6月25日）
挑戦者
- 井口浩之（ウエストランド）

マジギライ候補
- 虹村かんな、ラブレターズ、高野正成（きしたかの）、ほしのディスコ（パーパー）

第31回（2024年3月10日）
挑戦者
- 森田哲矢（さらば青春の光）

マジギライ候補
- 今井アンジェリカ、天羽希純、高梨瑞樹、谷拓哉（パンプキンポテトフライ）、関町知弘（ライス）

第32回（放送延期→2025年3月23日）
挑戦者
- 新山（さや香）

マジギライ候補
- 奏羽茜、西野夢菜、福永ありさ、上田航平

番外編 （マジギライ1/1）
挑戦者
- 小沢一敬（スピードワゴン）

女性
- 春名風花

ホンマ堪忍な!後藤の幸子に嫌われ大作戦
2011年7月の「マジギライ1/5」で後藤の事が大好きになってしまった幸子に様々な作戦を使い嫌われようというスピンオフ企画。
- 後藤輝基（フットボールアワー）
- 馬越幸子

特別編 マジギライ1/3（2017年1月28日）
挑戦者
- 矢口真里（タレント）

マジギライ候補
- 朝日奈央、岡井千聖、手島優

## オオギリッシュNIGHT
かつてテレビ東京で放送されていたギルガメッシュないとを摸したセットで行う下ネタ大喜利。判定アイドル達にウケたポイント数（回答後に矢作が目視で計測、1人笑うにつき1ポイント、1回答最大3ポイント獲得）を競う。しかし、女の子が引かないような丁度いいラインを見極めて大喜利をしなければならない。回によっては「性具の名称の誤った使い方」「性的興奮できない物事」など下ネタと無関係な事柄を答える問題も出題される。
挑戦者達に好評で、第1回本番中にシリーズ化が決定した。挑戦者の胸ポケットの中には、スカーフに見せかけたTバックが入っている（設楽曰く「この番組のスタッフがクレイジーなんだよ」）。
第1回・第2回はDVD『芸人マジ歌選手権ライジング』の特典映像に収録。
- MC
  - イジリー矢作（演:矢作）
- アシスタント -第3回以降は松丸、第10回以降は松丸・野呂・朝日が持ち回りで担当。
  - 深澤ゆうき（第1回）
  - 田中涼子（第2回）
- 判定アイドル
- 出演頻度が多い人物のみ記載。
  - 渕上彩夏（第1回 - 第3回、第5回 - 第8回）
  - 木村好珠（第1回 - 第2回）
  - 神室まい（第1回 - 第2回）
  - 大堀恵（第3回 - 第4回）
  - 滝川綾（第3回 - 第4回）
  - 小原春香（第5回 - 第6回）
  - 藤岡静香（第5回 - 第6回）
  - 小間千代（第7回 - 第8回）
  - 神部美咲（第10回-第13回）
  - 御子柴かな（第14回-第15回）
- レギュラー解答者
- 下記の人物のほか、単発ゲストが1-2名参加する。
  - 小木博明（おぎやはぎ）<第1回->
  - 劇団ひとり<第1回 - >
  - ケンドーコバヤシ<第3回 - 第7回、第9回 - >
  - バカリズム<第1回 - 第4回、第8回 - >
- 過去には以下の人物が頻繁に参加していた。
  - バナナマン<第1回 -第8回>
  - 大悟(千鳥）<第5回、第11回>
  - 川島明（麒麟）<第9回-第15回>
  - くっきー!（野性爆弾）<第7回 - 第8回、第10回、第12回-第14回>

オオギリッシュ大人の社会科見学
2014年10月26日放送。SODクリエイト、TENGA本社でのロケを実施。当時SOD宣伝部社員だった市川まさみが出演し、注目を浴びた。

チャラギリッシュNIGHT 
2016年1月31日放送。オオギリッシュNIGHTのスピンオフ企画。面白さよりもチャラチャラしたノリだけで大喜利をしたら一体どんな答えが出るのか試す実験企画。チャラい女性審査員にウケたポイント数（1人につき1ポイント獲得）を競う。しかし、チャラさとは程遠い芸人達はチャラいノリの引き出しが無くかなり苦戦していた。
- MC
  - 矢作ロッポン兼（演:矢作）
  - 松丸友紀

- チャラい女性審査員
  - 葉月、菜香、平野いえな

- 解答者
  - 小木博明（おぎやはぎ）、 バカリズム、 ケンドーコバヤシ、 日村勇紀（バナナマン）、 劇団ひとり

ナツカシッシュNIGHT
2019年8月18日放送。

オオギリッシュNIGHT若手オーディション
若手芸人による下ネタ大喜利のオーディション企画。大喜利はリモートで行われ、スタジオで劇団・おぎやはぎ・野呂が鑑賞し、講評する。以下、オーディション後に本戦に出場した人物を太字で記載。
1. 第1回（2021年10月7日）
  - 鈴木もぐら（空気階段）、イワクラ（蛙亭）、紺野ぶるま、アタック西本（ジェラードン）、岩崎う大（かもめんたる）、ルシファー吉岡、渡辺隆（錦鯉）、ショーゴ（東京ホテイソン）、サーヤ（ラランド）、檜原洋平（ママタルト）

2. 第2回（2022年5月29日）
  - みなみかわ、ザ・マミィ、みちお（トム・ブラウン）、川北茂澄（真空ジェシカ）、オダウエダ、大津広次（きつね）、桃沢健輔（金の国）

オオギリッシュNIGHT 若手SP
2025年3月26日に前編・後編に分け、TVerおよびLeminoによる配信限定。実力派若手芸人たちによるオオギリッシュNIGHTのスピンオフ企画。
- MC
  - 森本晋太郎（トンツカタン）

- SPゲスト
  - 葵いぶき ※後編のみ

- 女性審査員
  - あらた唯、青山天南、榎原依那

- 解答者
  - Yes!アキト、サツマカワRPG、ママタルト、真空ジェシカ

### ネタギリッシュNIGHT
女性が笑える“ちょうどいいエロネタ”で競うネタバトル。ネタはコント、漫才、ピン芸など問わない。毎回3名程度の女性アイドルが合議制で審査。劇団ひとりも審査参加するがエロ度でなく、まっとうな批評をするのが小ボケとなっている。歌ネタ限定で行われた回のみ「ちょいエロ歌謡祭」として開催された。2019年5月23日・東京・豊洲PITでグランドチャンピオン大会が行われた。以下、優勝した芸人を太字で記載。
2017年1月15日、第1回ネタギリッシュNIGHT
- さらば青春の光、ザ・ギース、うしろシティ、かもめんたる
  - 審査員：橘ゆりか、木村好珠、阿比留夏海

2017年6月25日、歌ネタ芸人が大集結！ちょいエロ歌謡祭
- 8.6秒バズーカー、ムーディ勝山、2700、AMEMIYA

2017年8月6日、第2回ネタギリッシュNIGHT
- 相席スタート、タイムマシーン3号、ザ・ギース、チョコレートプラネット
  - 審査員：星乃まおり、黒口那津、葉月あや

2018年2月27日、第3回ネタギリッシュNIGHT
- ライス、しずる、アルコ&ピース、ジョイマン
  - 審査員：神部美咲、葉月あや、三田寺理紗

2018年9月15日、第4回ネタギリッシュNIGHT
- じゅんいちダビッドソン、紺野ぶるま、マツモトクラブ、とにかく明るい安村
  - 審査員：神部美咲、大貫彩香、真奈

2019年5月17日、ネタギリッシュNIGHT新人戦（第5回）
- インポッシブル 、トム・ブラウン 、ルシファー吉岡 、プラス・マイナス
  - 審査員：花咲れあ、みうらうみ、神部美咲

2020年2月9日、ネタギリッシュNIGHTチャンピオン大会
- タイムマシーン3号、ザ・ギース、ジョイマン、AMEMIYA、チョコレートプラネット、マツモトクラブ、プラスマイナス、さらば青春の光

2020年2月9日、第6回ネタギリッシュNIGHT
- 東京ホテイソン、GAG、ザ・ギース、どぶろっく
  - 審査員：御子柴かな、藤木由貴、神部美咲

2020年8月30日、第7回ネタギリッシュNIGHT
- ザ・マミィ、ななまがり、蛙亭、マヂカルラブリー
  - 審査員：夏本あさみ、雪平莉左、御子柴かな

2021年1月31日、第8回ネタギリッシュNIGHT
- きつね、うるとらブギーズ、ニューヨーク、錦鯉
  - 審査員：夏本あさみ、葉月あや、御子柴かな

2021年10月3日、第9回ネタギリッシュNIGHT
- かが屋、オズワルド、ラランド、ジェラードン
  - 審査員：御子柴かな、佐々木萌香、由良朱合

2022年3月27日、第10回ネタギリッシュNIGHT
- レインボー、なすなかにし、ゾフィー、岡野陽一
  - 審査員：御子柴かな、佐々木萌香、今井あき

2023年3月26日、第11回ネタギリッシュNIGHT
- ネルソンズ、や団、いぬ、パーパー
  - 審査員：犬嶋英沙、立花紫音、西永彩奈

2024年1月21日、第12回ネタギリッシュNIGHT
- オダウエダ、ラブレターズ、怪奇!YesどんぐりRPG、わらふぢなるお
  - 審査員：新唯、森みはる、藤田あずさ

2024年7月28日、第13回ネタギリッシュNIGHT
- ファイヤーサンダー、オジンオズボーン篠宮暁、ニッポンの社長、街裏ぴんく
  - 審査員：青山天南、森みはる、八鍬有紗

2025年2月2日、第14回ネタギリッシュNIGHT
- そいつどいつ、パンプキンポテトフライ、カゲヤマ、しずる
  - 審査員：宇佐美なお、松本日向、森みはる

2025年3月30日、しずるの新ネタに入りたい!
第14回のしずるのネタが好評であったため、その続きが見たいとして作られたネタの回。おぎやはぎと劇団ひとりも参加している。
2025年5月25日、セクシー女優＋1グランプリ
- 東京ホテイソン+松井日奈子、や団+根尾あかり、ザ・ギース+小湊よつ葉

ネタギリッシュNIGHTの進化版として東京ホテイソンが企画立案したエロネタ特化のコンテスト。芸人とセクシー女優が組んでネタを披露する形など、形式としては「イチャまんグランプリ」に近い。東京ホテイソン+松井日奈子の組み合わせも「イチャまんグランプリ」で見られた組み合わせである。

## バカヤロウ徒競走
人は目の前で屈辱を受けると、どれだけ徒競走のタイムを縮められるのかを試す企画。挑戦者は10個の数字のパネルから怒りのシチュエーションを選び、思わず「バカヤロウ!」と叫びたくなるような寸劇を見せられ、寸劇が終わった直後「バカヤロウ!」と叫びながら40mを走り、普通に走った時と比べてどれ位タイムが上がるかを計測する。
だが実際はシチュエーション選択とは関係なく、寸劇は各人それぞれに合わせてピンポイントで用意されたものであり、特に山里のものは本人にとって強烈なトラウマを掘り返す内容となった。
2022年2月6日の番組内で放送されたスマホゲーム『ドラエグ』インフォマーシャルは企画会議の寸劇フォーマットを流用したもので、寸劇内でラブレターズ塚本の結婚を発表した。

出典：
第1回（2012年2月26日、3月4日）
挑戦者：児嶋一哉（アンジャッシュ）、 山里亮太（南海キャンディーズ）、小木

第2回（2012年5月27日、6月3日）
挑戦者：児嶋一哉（アンジャッシュ）、 澤部佑（ハライチ）、大地洋輔（ダイノジ）

第3回（2012年12月2日、12月9日）
挑戦者：山里亮太（南海キャンディーズ）、 手島優、 塚地武雅（ドランクドラゴン）、 小峠英二（バイきんぐ）

第4回（2016年9月18日、9月25日）
挑戦者：児嶋一哉（アンジャッシュ）、 矢口真里、 ノブ（千鳥）、 矢作

第5回（2019年3月10日、3月17日）
挑戦者：津田篤宏（ダイアン）、 ナダル（コロコロチキチキペッパーズ）、 野呂佳代、 尾形貴弘（パンサー）

第6回（2021年6月27日、7月4日）
挑戦者：岡野陽一、 錦鯉、かが屋、 ダイアン

第7回（2022年9月25日、10月2日）
挑戦者：鬼越トマホーク、 森田哲矢（さらば青春の光）、豊本明長（東京03）、板倉俊之（インパルス）

## 手島を救え!爆乳プロデュース
手島優が所属するユニット「爆乳シリーズ」の方向性に迷っている手島に新ユニットをプロデュースする企画。ユニットを披露する前に、控室で悩む手島が松丸に耳打ちして小芝居をするのが定番となっている。
第1回（2012年4月22日）
プロデューサーは手島が「爆乳シリーズと感性が同じ」という理由で劇団ひとりを指名した。
- 爆乳ネットワーク
- 仁義なき爆乳一家

第2回（2012年７月22日）
- きょにゅーぱふぱふ

爆乳ヤンキー新メンバーオーディション（2013年4月7日、2016年8月7日）

## 上品芸人ハメ外しクラブ
バラエティ番組等で与えられた役割をソツなくこなすことを求められる「上品芸人」たちに、普段溜まった鬱憤を晴らすべく、ハメを外してもらおうという企画。小木は常連客という設定で、いつもホステス役のセクシーアイドル達とイチャついているが、企画自体にはからまない。

出典：
第1回（2012年5月13日・20日）
- 上品芸人
  - 博多大吉（博多華丸・大吉）
  - 川島明（麒麟）

- ノープラン芸人
  - 春日俊彰（オードリー）

第2回（大吉と川島が継続で出演）（2012年8月26日・9月2日）
- 上品芸人
  - 板倉俊之（インパルス）

- ノープラン芸人
  - 楽しんご

第3回（大吉と川島が継続で出演）（2013年8月18日）
- 破天荒芸人
  - 吉村崇（平成ノブシコブシ）

第4回（川島が継続で出演）（2014年7月6日）
- 上品芸人
  - 澤部佑（ハライチ）

上品芸人クリニック（2016年5月15日）

第5回（2017年10月29日）

## ファンタジー芸人No.1決定戦
人気声優が創り出すサブカルチャーにありがちなファンタジーな物語の中で、特殊能力を解放したり決めゼリフを言うとき（これをファンタジーポイントと呼ぶ）、いかにその場にあった台詞を言えるかを競う。少しでも設定に戸惑ったり恥ずかしがったり、あるいは心が折れたりしたら大幅に減点される。審査員はアニメや声優、漫画に精通している（というよりガチヲタの）グラビアアイドルを揃えた。なお声優は声のみで顔出しはしていない。
特殊能力の演出にはデジタル合成が派手に使用されている。

出典：
第1回(2012年6月17日・24日）
一回戦（前編）は超能力学園もの（タイトルは三人で異なる）、二回戦（後編）は超能力刑事もの（タイトルは「GIFT 特殊能力潜入調査官」）。シナリオは基本的に三人とも同じものだが、主人公の性格設定や持っている超能力の内容など、細かい部分が唐突に変更されることがある。
- ファンタジー審査員
  - 喜屋武ちあき（中野風女シスターズ）、 原田まりる（中野風女シスターズ）、 疋田紗也

- 挑戦者
  - 矢作兼、 博多大吉（博多華丸・大吉）、劇団ひとり

- 出演者
  - 篠崎愛、 篠原正明

- 声優
  - 小野大輔、 沢城みゆき

第2回（2013年1月13日・1月20日）
- ファンタジー審査員
  - 長野せりな、橘ゆりか、原田真緒

- 挑戦者
  - 矢作兼、 レイザーラモンRG 、 劇団ひとり

- 出演者（基本的には第一回と同様）
  - 篠崎愛、 篠原正明、 若井おさむ

- 声優
  - 小野大輔、 田村ゆかり

第3回（2015年7月5日・12日）
- ファンタジー審査員
  - 原田まりる、倉持由香、水月桃子

- 挑戦者
  - 矢作兼、くっきー!（野性爆弾）、劇団ひとり

- 出演者
  - 荻野可鈴 (夢みるアドレセンス)、京佳(夢みるアドレセンス)、小林玲(夢みるアドレセンス)、小関えりか、篠原正明

- 声優
  - 下野紘、三森すずこ

第4回（2022年11月27日・12月4日）
- ファンタジー審査員
  - 鶴見萌（虹のコンキスタドール）

- 挑戦者
  - 岩井勇気 (ハライチ)、 矢作兼、劇団ひとり

- 出演者
  - メガマスミ、長瀬絹也、松本彩音、松森モヘー、前田悠雅、堀口紗奈、岡田帆乃佳

- 声優
  - 浅沼晋太郎、早見沙織

## イチャまんグランプリ
第6回キス我慢選手権（前述）でオードリー春日と星美りかが披露した、オチも何もない「イチャつき漫才」をコーナー化したもの。
番組によってエントリーされた芸人が、何の打ち合わせも無くぶっつけ本番でステージに上がり、そこに登場する女性とイチャイチャしながら漫才の持ちネタを披露。一番いい感じにイチャつけた漫才を披露した芸人が優勝となる（第12回では優勝者を選出せず）。第10回ではコントによって競われた。
審査は、小木博明と劇団ひとりが審査員として真面目に審査する。ちなみにキス我慢選手権がもとになっているためか、漫才中に勃起をしてしまうと減点となる。

新型コロナウイルス感染症の世界的流行によるテレビ東京における収録ルールの厳格化に伴い「西野シリーズ」とともに2020年 - 2022年まで休止していたが、2023年5月の新型コロナウイルス感染症の規制緩和に伴い再開された。
出典：
第1回（2013年1月27日）
- 出場コンビ
  - 春日俊彰（オードリー） × 星美りか – 優勝
  - 上田浩二郎 (Hi-Hi) × 田中涼子
  - 矢作兼（おぎやはぎ） × 大堀恵

第2回（2013年3月17日）
- 出場コンビ
  - 浜谷健司（ハマカーン） × 壇蜜
  - 橋本直（銀シャリ） × 田中涼子
  - 矢作兼（おぎやはぎ） × 大堀恵

収録中に銀シャリの鰻和弘が、（自分は）包茎手術後だと発言し、スタジオにいるメンバーに自分の男性器を見せるという事態が起きた。その後、出場してない鰻が優勝し、壇蜜・田中涼子・大堀恵の3人と漫才を行った。その際、包茎手術後の男性器に上から乗られかなり痛がっていた。

第3回（2013年8月11日）
- 出場コンビ
  - 平子祐希（アルコ&ピース） × 田中涼子
  - 大悟（千鳥） × 小島みなみ
  - 矢作兼（おぎやはぎ） × 大堀恵

第4回（2014年2月16日）
- 出場コンビ
  - 村本大輔（ウーマンラッシュアワー） × 齊藤夢愛 – 優勝
  - アイアム野田（鬼ヶ島） × 小島みなみ × 上原亜衣
  - 矢作兼（おぎやはぎ） × 大堀恵

第5回（2014年8月31日）
- 出場コンビ
  - 塙宣之（ナイツ） × 小田あさ美 – 優勝
  - 江口直人（どぶろっく） × 小島みなみ
  - 矢作兼（おぎやはぎ） × 中村静香

大堀は産休のため欠場。

第6回（2015年4月26日）
- 出場コンビ
  - 斎藤司（トレンディエンジェル） × さくらゆら
  - 小沢一敬（スピードワゴン） × 木嶋のりこ – 優勝
  - 矢作兼（おぎやはぎ） × 大堀恵

第7回（2016年2月14日）
- 出場コンビ
  - 小宮浩信（三四郎） × 小島みなみ
  - 岩井勇気（ハライチ） × 木嶋のりこ – 優勝
  - 澤部佑（ハライチ） × 木嶋のりこ
  - 矢作兼（おぎやはぎ） × 大堀恵

第8回（2017年2月5日）
- 出場コンビ
  - 石田たくみ （カミナリ） × 川上奈々美
  - 南川聡史 （ピーマンズスタンダード）× 三上悠亜
  - 矢作兼（おぎやはぎ）× 大堀恵

第9回（2018年1月28日）
- 出場コンビ
  - 昴生（ミキ）×戸田真琴
  - 森田哲矢（さらば青春の光）×初川みなみ – 優勝
  - 矢作兼（おぎやはぎ）× 野呂佳代

第10回（2019年1月27日）
- 出場コンビ
  - 岡部大（ハナコ）×篠田ゆう
  - チョコレートプラネット×小倉由菜 – 優勝
  - 山内健司（かまいたち）× 小島みなみ

第11回（2020年2月22日）
- 出場コンビ
  - 津田篤宏（ダイアン）×唯井まひろ
  - みちお（トム・ブラウン）×根尾あかり – 優勝
  - 井口浩之（ウエストランド）× 初川みなみ

第12回（2023年6月4日）
- 出場コンビ
  - ガク（真空ジェシカ）×つばさ舞
  - ともしげ（モグライダー）×二葉エマ
  - 栗谷（カカロニ）× MINAMO

第13回（2024年5月26日）
- 出場コンビ
  - 日本一おもしろい大崎（ちゃんぴおんず）×八木奈々 – 優勝
  - 中谷（マユリカ）×石原希望
  - 脇田（シシガシラ）× 美乃すずめ

第14回（2025年3月16日）
- 出場コンビ
  - ショーゴ（東京ホテイソン）×松井日奈子 – 優勝
  - 大鶴肥満（ママタルト）×天宮花南
  - 高野正成（きしたかの）× 田野憂

## 知ってんのか!?20xx
ジジイ芸人となったおぎやはぎ・劇団ひとりに、主に劇場や地下ライブハウスなどで活躍している地下アイドル・若手芸人を紹介する企画。「アイドル編」にはライブアイドルに詳しいたかし（トレンディエンジェル）、掟ポルシェ、吉田豪が、「芸人編」にはお笑い制作会社K-PROの児島気奈が解説を行う。

### この若手知ってんのか!?
出典：
この若手知ってんのか！？2013秋（2013年9月29日）
- 三四郎、セルライトスパ、ルシファー吉岡、ライス、エル・カブキ、グランジ

この若手知ってんのか！？2015（2015年3月15日・22日）
- モグライダー、ザ☆忍者、おかずクラブ、スーパーニュウニュウ、巨匠

この若手知ってんのか！？2016（2016年4月3日・10日）
- アナクロニスティック、ちぐはぐ、ADVANCE、曇天三男坊、ロリィタ族。、ブラックパイナーSOS、マシンガンズ

この若手知ってんのか！？2017（2017年7月16日）
- ゆにばーす、ランジャタイ、いかちゃん

この若手知ってんのか！？2018（2018年7月8日・15日）
- 宮下草薙、きしたかの、あがすけ、EXIT、ニッキューナナ、ハナイチゴ、ソノヘンノ女、ナイチンゲールダンス、四千頭身

この若手知ってんのか！？2019（2019年7月14日・19日）
- 令和ロマン、かが屋、ティモンディ、パラダイスメン、スタンダップコーギー、空気階段、ガーリィレコード、フワちゃん

この若手知ってんのか！？2020（2020年8月9日・16日）
- 赤もみじ、Gパンパンダ、カカロニ、おおぞらモード、青色1号、シェイク・ヒロシ

この若手知ってんのか！？2022（2022年6月19日・26日）
- 人間横丁、パンプキンポテトフライ、はっぴちゃん。、シャンティさん（だんらん）、ちかえの子ども!!、こたけ正義感、センチネル

この若手知ってんのか！？2024（2024年3月24日・31日・4月28日）
- ナユタ、イチゴ、十九人、 村上、元気そうでよかった。、ポテトカレッジ、めっちゃ最高ズ、サンタモニカ、素晴らしき人生、天明ブラウン

### このアイドル知ってんのか!?
出典：
このアイドル知ってんのか！？2014（2014年3月16日）
- 塚本舞、Juice=Juice、BiS、小池美由

この次世代アイドル知ってんのか！？2016（2016年3月27日）
- 一ノ瀬みか（当時：神宿）、あの（当時：ゆるめるモ!）、清竜人25、バニラビーンズ、秋元結季（当時：DaisukI）

このアイドル知ってんのか！？2018（2018年6月10日）
- 兎遊、せるふちゃいなしすてむ、眉村ちあき、伊藤麻希

このグラビアアイドル知ってんのか！？2019（2019年8月4日）
- 葉月つばさ、菜乃花、AKO、真島なおみ

## コンビ愛確かめ選手権
お笑いコンビのコンビ愛を検証する企画。以下の2つの種目を行って得点を競う。これまで表に出てこなかったエピソードが数々飛び出すなど、各コンビの隠れた絆の深さや面白さが明らかになる企画である。2019年2月2日、9日放送の回では『トリオ愛確かめ選手権』が行われた。
- 相方アンケートテスト - コンビの一方が書いたアンケートの内容を、相方が当てるクイズ形式のコーナー。正解数が得点となる。
- 相方信用チャレンジ - 相方に指示されたネタだけで女性ゲストを笑わせる。指示を出すのはネタを書かない方が担当し、笑わせた人数が得点となる。

出典：
第1回（2014年5月24日、31日）
おぎやはぎ、千鳥、ダイノジ
第2回（2014年9月13日、20日）
バナナマン、博多華丸・大吉、インパルス
第3回（2015年1月31日、2月7日）
アンジャッシュ、スピードワゴン、ハライチ
第4回（2015年5月23日、30日）
FUJIWARA、アンガールズ、ウーマンラッシュアワー
第5回（2015年10月24日、31日）
オアシズ、ドランクドラゴン、麒麟
第6回（2016年6月4日、11日）
サンドウィッチマン、ジャルジャル、ロッチ
舎弟愛確かめ選手権（2016年7月24日、31日）
ノブ（千鳥）×西野晶雄（シンプル）、ケンドーコバヤシ×ネゴシックス、劇団ひとり×神宮寺しし丸
第7回（2017年5月6日、13日）
ロバート、アルコ&ピース、メイプル超合金
第8回（2017年11月4日、11日）
NON STYLE、三四郎、さらば青春の光
第9回（2018年4月14日、21日）
カミナリ、和牛、平成ノブシコブシ
第10回（2018年10月20日、27日）
南海キャンディーズ、ダイアン、コロコロチキチキペッパーズ
トリオ愛確かめ選手権（2019年2月2日、9日）
東京03、パンサー、ジャングルポケット
第11回（2019年12月7日、14日）
EXIT、ハナコ、宮下草薙
第12回（2020年7月12日、19日）
キングコング、ぺこぱ、空気階段
第13回（2021年3月14日、21日）
かまいたち、ニューヨーク、錦鯉
第14回（2021年9月19日、26日）
マヂカルラブリー、見取り図、かが屋
第15回（2022年1月30日、2月6日）
ぼる塾、ラランド、相席スタート
第16回（2022年8月7日、14日）
ミキ、ザ・マミィ、ティモンディ
第17回（2023年3月12日、19日）
インディアンス、モグライダー、パーパー
第18回（2023年9月24日、10月1日）
アンガールズ、マシンガンズ、オダウエダ
第19回（2024年5月12日、5月19日）
阿佐ヶ谷姉妹、Aマッソ、オズワルド
第20回（2024年12月1日、12月8日）
品川庄司、さや香、ぱーてぃーちゃん
第21回（2025年6月15日、6月22日）
ウエストランド、マユリカ、ビスケットブラザーズ
特別編（アイフル presents 配信限定、2024年4月6日）
MC：アルコ&ピース、アシスタント：たけうちほのか
U字工事、トム・ブラウン、ラブレターズ、ママタルト

## ジジイ芸人キレ悪検証テスト
ジジイ芸人と化したおぎやはぎには、今はどれくらい"キレ"があるのかを検証する企画。ジジイ芸人たちは「若手芸人のキレ」や「昔の自分のキレ」、「アイドルのライブMCのキレ」などに挑戦する。第3回は新たに若い人の"ノリ"をテーマに検証。

出典：
第1回（2015年1月25日）
- ジジイ芸人
  - おぎやはぎ

- お手本若手芸人
  - 斉藤慎二（ジャングルポケット）

- プログラム出演
  - 永井佑一郎
  - 小池美由
  - 谷桃子 - 2015年3月7日放送の「禁断の未公開映像SP」で登場。

第2回（2015年4月5日）
- ジジイ芸人
  - おぎやはぎ
  - 博多華丸・大吉

- キレのある審査員
  - パンサー

- プログラム出演
  - はんにゃ
  - 廣田あいか（私立恵比寿中学）
  - 柏木ひなた（私立恵比寿中学）

ジジイ芸人の疑いがある博多華丸・大吉が出演し、おぎやはぎと対決をした。

第3回・ジジババ検証テスト（2015年8月16日）
- ジジババ芸人
  - おぎやはぎ
  - 黒沢かずこ（森三中）
  - 椿鬼奴

- プログラム出演
  - 私立恵比寿中学

ババア芸人の疑いがある黒沢かずこと椿鬼奴が出演し、おぎやはぎと一緒にテストを受けた。あまりにも酷かった小木は、マジ歌ライブ2015in東京国際フォーラムでの追試を受ける事になった。

第4回（2016年2月21日）
- ジジイ芸人
  - おぎやはぎ
  - サンドウィッチマン

- プログラム出演
  - 夢みるアドレセンス - メンバーの1人である小林れいは体調不良で欠席。

東北を代表するジジイ芸人・サンドウィッチマンが出演し、おぎやはぎと対決をした。

第5回（2016年10月23日）
- ジジイ芸人
  - おぎやはぎ
  - 劇団ひとり
  - 松丸友紀

- 司会
  - ハライチ
  - 片渕茜(テレビ東京アナウンサー)

- プログラム出演
  - レイザーラモンHG
  - M!LK

第6回（2017年11月19日）
- ジジイ芸人
  - おぎやはぎ
  - 児嶋一哉（アンジャッシュ）
  - 藤本敏史（FUJIWARA）

- プログラム出演
  - 西村ヒロチョ
  - いかちゃん
  - ジョイマン

第7回・気づけば全員ジジイ芸人SP（2018年11月11日）
- ジジイ芸人
  - おぎやはぎ
  - 劇団ひとり

- 司会
  - カミナリ

- プログラム出演
  - EXIT
  - ソノヘンノ女
  - 伊藤桃々
  - 若林萌々

第8回（2020年11月1日）
- ジジイ芸人
  - 矢作兼
  - ダイアン
  - 錦鯉

- プログラム出演
  - ワタリ119
  - 末吉9太郎

第9回（2021年10月10日）
- ジジイ芸人
  - おぎやはぎ
  - ナイツ

- プログラム出演
  - 怪奇!YesどんぐりRPG

第10回・ジジババ芸人キレ悪検証テスト（2024年8月18日）
- ジジババ芸人
  - おぎやはぎ
  - 錦鯉
  - 阿佐ヶ谷姉妹

- プログラム出演
  - フースーヤ

第11回・ジジババ芸人キレ悪検証テスト（2025年6月1日）
- ジジババ芸人
  - おぎやはぎ
  - アンガールズ
  - 川村エミコ（たんぽぽ）

- プログラム出演
  - ヤジマリー。（スカチャン）

## 俺の落とし方発表会
自分はこうする事で恋に落ちるというシチュエーションを自ら脚本・演出する恋愛企画。2人の挑戦者のリアルなシチュエーションをフリにした上で、劇団ひとりが壮大なドラマコントに仕立て上げるのが恒例の展開。
| 回 | 放送日              | 挑戦者                         | ゲスト                                                                                                   |
| -- | ------------------- | ------------------------------ | --- |
| 1  | 2016年3月12日、19日 | 劇団ひとり、小木博明、田中卓志 | 小田あさ美、野呂佳代                                                                                     |
| 2  | 2016年6月18日       | 劇団ひとり、小木博明、大悟     | シソンヌ、小田あさ美、安藤遥、橘希                                                                       |
| 3  | 2017年1月21日       | 劇団ひとり、小木博明、塚地武雅 | 小野川晶、酒井蘭、鈴木ふみ奈、三浦あくり、日比野線、谷仲恵輔、山森信太郎、小椋唯香、菊川聖羅、芝本麟太郎 |

### 私の落とし方発表会
「俺の落とし方説明会」の女性版。第2回以降は、阿佐ヶ谷姉妹の江里子が毎回感動のホームドラマを作りあげ、番組内で「江里子先生」と呼ばれる。ゴールデンスペシャルではテレビ東京のドラマ班のスタッフも参加し、壮大なドラマを創作した。
| 回 | 放送日         | 挑戦者                                                               | ゲスト |
| -- | -------------- | -------------------------------------------------------------------- | --- |
| 1  | 2016年7月10日  | 野呂佳代、おかずクラブ                                               | 金子岳憲、上田堪大                                                                                          |
| 2  | 2016年8月14日  | 阿佐ヶ谷姉妹、相席スタート、菊地亜美                                 | 岩谷健司、梅津瑞樹、貴瀬雄二                                                                                |
| 3  | 2016年10月30日 | 阿佐ヶ谷姉妹、大久保佳代子、岸明日香                                 | 岩谷健司、我妻桃実(ハコイリ♡ムスメ)、浅見紘至、平原テツ、和合真一                                           |
| 4  | 2017年2月26日  | 阿佐ヶ谷姉妹、鈴木奈々、平野ノラ                                     | 岩谷健司、オクイシュージ、小澤廉、東加奈子、我妻桃実（ハコイリ♡ムスメ）、日比野線、楠拓馬、小池碧、安田祐太 |
| 5  | 2017年7月30日  | 阿佐ヶ谷姉妹、横澤夏子                                               | |
| SP | 2017年8月26日  | 尼神インター、ゆりやんレトリィバァ、阿佐ヶ谷姉妹、松野明美           | 陣内智則、三四郎、福士誠治、大東駿介、前川泰之、岡田浩暉                                                    |
| 6  | 2018年8月12日  | 川村エミコ（たんぽぽ）、有村藍里、阿佐ヶ谷姉妹                       | 田中卓志（アンガールズ）                                                                                    |
| 7  | 2019年11月16日 | 小池美由、山崎静代（南海キャンディーズ）、渡辺江里子（阿佐ヶ谷姉妹） | |
| 8  | 2020年12月12日 | 薄幸（納言）、朝日奈央、渡辺江里子（阿佐ヶ谷姉妹）                   | 鈴木康介、箱田暁史                                                                                          |
| 9  | 2021年11月17日 | 大島麻衣、吉住、渡辺江里子（阿佐ヶ谷姉妹）                           | 水石亜飛夢、松澤匠、米村亮太朗                                                                              |
| 10 | 2023年6月18日  | 村重杏奈、荒川（エルフ）、渡辺江里子（阿佐ヶ谷姉妹）                 | 平田雄也、長友郁真、埜本幸良、瑞生桜子、菅原永二、伴元晴、佐々木陽平                                        |

### オヤジの落とし方発表会
実際に子供がいる挑戦者が自分の子供役のゲストから落とされるというもの。
| 回 | 放送日         | 挑戦者                                        | ゲスト                                                         |
| -- | -------------- | --------------------------------------------- | -------------------------------------------------------------- |
| 1  | 2022年12月18日 | 矢作兼、劇団ひとり、平子祐希（アルコ&ピース） | 中山翔貴、小野塚勇人、大高みなみ、崎本紗衣、羽野瑠華、長友郁真 |

## エロカッコつけ芸人は誰だ!? セクシードッキリ検証
エロいのにカッコつけている芸人をあぶり出すべく、偽番組の打ち合わせで小島みなみがターゲットに揺さぶりをかけるドッキリ企画。
第1回（2016年7月17日）
- 岩井勇気（ハライチ）、曇天三男坊、ラブレターズ

第2回（2016年10月9日）
- 塚地武雅（ドラングドラゴン）、ラブレターズ

第3回（2017年10月1日）
- 斉藤慎二（ジャングルポケット）、ラブレターズ

### 告知済みエロドッキリ選手権
「エロカッコつけ芸人は誰だ!? セクシードッキリ検証」の派生版。同様に番組の打ち合わせでAV女優（回によって異なる）がターゲットに揺さぶりをかけるが、対象者は事前にドッキリを告知されている状態で臨み、女性関係が苦手な芸人に克服を図る。
第1回（2023年8月13日）
- カカロニ・二葉エマ、MINAMO

第2回（2023年11月26日）
- カカロニ・根尾あかり、二葉エマ

第3回（2024年9月15日）
- ちゃんぴおんず・八木奈々

## 西野シリーズ
西野亮廣（キングコング）は、マジギライ1/5、ザ・大声クイズ、仲直りフレンドパーク（5〜7）、西野理解王選手権など既存の企画に一通りゲスト出演した後、「西野の夢 かなえたろかスペシャル」（2017年6月4日）など、西野の名を冠した単発企画に出演している。
特に仲直りフレンドパーク7以降は劇団ひとりとの抗争が勃発し、互いの服（西野は自前の一張羅）を破き合う、尻を相手の顔面に近づけて寸止めする「尻ベーター」などが定番となっている。その際に、局部を露出することがあるが、ぼかしが入るのにわざわざ剥くとプロデューサーの佐久間に暴露された（2019年1月20日「新春エロかるたを作ろう」）。

## Truthシリーズ
石原由希、永井すみれ、 TOMOKAの三人によって番組内で結成されたユニット。ユニット名の由来は「本当のことを遠慮なくぶっちゃける」から。三人の共通点は性に奔放なことであり、通常であればアイドルとしては憚られるようなこともズケズケと話すというキャラである。
もともとは「ウソつけない女オーディション」（2018年8月26日）にて、「第二の丸山桂里奈は誰だ？」の副題のもと、裏表のないキャラクターのタレントを発掘を図った。当該回では、のちにTruthとなる3人のほか、YouTuberのMAICAが出演した。オーディション終了後の2018年11月に石原が所属していたアイドルグループ（IDO★HOLIC）が活動休止となり、「またアイドルをやりたい」と語る石原を中心となり、ユニット結成に至った（2019年1月5日放送）。
番組内で「『本当は？』って言わないで」という曲も発表し、番組や「マジ歌ライブ」に出演。ぶっちゃけキャラの3人のフォロー役になる芸人を探す「Truthの公式お兄ちゃんオーディション」では、ターゲットとなった芸人（ダイアン、銀シャリ、サンシャイン池崎、向井慧（パンサー））もたじろぐほどのぶっちゃけトークを見せた。
なお、「マジ歌ライブ in さいたまスーパーアリーナ」（2020年2月20日開催/3月15日・22日・29日放送）以降、当番組に登場していない。

## 腐り芸人セラピー
インパルスの板倉俊之、平成ノブシコブシの徳井健太、ハライチの岩井勇気による『腐り芸人三銃士』がセラピストとなり、心に闇を抱えてしまい腐ってしまった芸人を救済すべく、現実を叩きつけ正論という愛のムチを以ってアドバイスする企画。
第4回のみ、インパルス堤下敦の謹慎が解けてコンビ復活ということで、板倉が堤下と共に相談者の側になった。
第13回は板倉が発熱のため欠席している。
第1回（2018年2月4日・11日）
- 相談者 - 井口浩之（ウエストランド）、加納愛子（Aマッソ）、鬼越トマホーク、青山めぐ

第2回（2018年5月19日）
- 相談者 - 岡野陽一、ニューヨーク、鬼越トマホーク

第3回（2018年9月2日）
- 相談者 - ダイアン、村上健志（フルーツポンチ）

第4回（2019年3月24日：インパルス復活SP）
- 相談者 - インパルス

第5回（2019年8月11日）
- 相談者 - うしろシティ、辰巳奈都子、金田哲（はんにゃ）

第6回（2020年1月19日・26日）
- 相談者 - ラブレターズ、ザ・ギース、かもめんたる

第7回（2020年9月6日）
- 相談者 - タイムマシーン3号

第8回（2020年11月8日）
- 相談者 - 流れ星

第9回（2021年9月12日）
- 相談者 - みなみかわ
- 付添人 - ヒコロヒー、なすなかにし、森本サイダー

第10回（2022年11月20日）
- 相談者 - 前田裕太（ティモンディ）、わらふぢなるお

第11回（2023年8月27日）
- 相談者 - トータルテンボス、Hi-Hi

第12回（2024年6月16日）
- 相談者 - 四千頭身

第13回（2025年3月9日）
- 相談者 - カカロニ、ザ・ギース

オンラインセラピー（2021年3月7日）
- 2021年2月11日に配信イベントとして行われた「腐り芸人オンラインセラピー〜絶対にピー音が入らないオンラインライブ〜」から、放送可能な部分のみを編集したもの。

腐り芸人オーディション（2022年4月17日）
- 『腐り芸人三銃士』がもはや腐り芸人とは呼べないほど、腐り方面で好調になったため、悩み相談方式で新たな腐り芸人をマネージャー推薦により選ばれたお笑いコンビの中から発掘するというもの。
- 候補者 - きしたかの、サスペンダーズ、ハナイチゴ

## アンガールズ田中の勝手にお悩み先生
アンガールズの田中卓志が、頼まれてもいないのにゲストに対して勝手に、当人でさえ気づいていない悩みに対してアドバイスを送る企画。
第1回（2020年1月12日）
- 村重杏奈（HKT48）、清水あいり、神部美咲

第2回（2020年6月7日）
- 西野未姫、紺野ぶるま

第3回（2020年9月20日）
- 中村静香、阿佐ヶ谷姉妹、コカドケンタロウ（ロッチ）

第4回（2021年4月25日）
- 鈴木拓（ドランクドラゴン）、ジャングルポケット

第5回（2021年12月19日・26日）
- はなしょー、カカロニ、銀シャリ

第6回（2022年5月15日）
- さらば青春の光、かが屋、朝日奈央

第7回（2023年2月5日）
- 秋山寛貴・菊田竜大（ハナコ）、吉住

第8回（2024年5月5日）
- 東京ホテイソン、山添寛（相席スタート）、キンタロー。

第9回（2025年7月6日・13日）
- ちゃんぴおんず、井上咲楽、ジャングルポケット

## ケンカ仲直り王決定戦
コンビ芸人が喧嘩芸で、何も知らない女性タレントをウソの打ち合わせ中に笑わせる企画。
第1回（2021年5月23日）
- 挑戦者：ラランド - ターゲット：都丸紗也華
- 挑戦者：蛙亭 - ターゲット：大和田南那

第2回（2021年7月11日）
- 挑戦者：Aマッソ - ターゲット：石田亜佑美(モーニング娘。'21)
- 挑戦者：ウエストランド - ターゲット：小林香菜

第3回（2021年8月29日）
- 挑戦者：かが屋 - ターゲット：長野じゅりあ
- 挑戦者：アルコ&ピース - ターゲット：トリンドル瑠奈

第4回（2022年2月27日）
- 挑戦者：銀シャリ - ターゲット：萩田帆風(SUPER☆GiRLS)
- 挑戦者：ザ・マミィ - ターゲット：佐竹桃華

第5回（2025年8月17日）
- 挑戦者：ぱーてぃーちゃん - ターゲット：三田悠貴
- 挑戦者：トム・ブラウン - ターゲット：畠中夢叶

たけうちほのかをちゃんと知ってんのか!（2023年7月16日）
たけうちほのかを知るための回で、たけうちがやってみたいゴッドタンの企画として挙げたことによるもの。
- 挑戦者：たけうちほのか、劇団ひとり - ターゲット：朝日ななみ

## 芝居ヤバイ芸人No.1決定戦
2016年9月18日、25日放送の「バカヤロウ徒競争」でのネゴシックスと岡井千聖の芝居の下手さをフィーチャーした企画。岡井の引退後は岡井に代わり本郷杏奈が参加している。
放送当時のヒットドラマや映画をベースにしたシチュエーションで「芝居ヤバイ芸人」による芝居で競う。「マジ歌選手権」同様、審査員は牛乳を口に含み、吐いた人数で判定する。
第1回（2016年10月2日）

ネゴシックス、岡井千聖、小宮浩信（三四郎）
第2回（2017年4月16日）

ネゴシックス、岡井千聖、ノブ（千鳥）
第3回（2017年10月15日）

ネゴシックス、本郷杏奈、尾形貴弘（パンサー）
第4回（2018年6月3日）

ネゴシックス、本郷杏奈、ロッシー（野性爆弾）
第5回（2018年12月9日）

ネゴシックス、本郷杏、いかちゃん
第6回（2021年5月9日）

本郷杏奈、小沢一敬（スピードワゴン）、別府ともひこ（エイトブリッジ）
第7回（2023年2月12日）

本郷杏奈、やす子、小木博明

## お笑いを存分に語れるBAR
BARのマスターに扮した劇団ひとり及び常連客に扮したおぎやはぎと共に、ゲストとして来た芸人たちがお笑いに関して熱く語りまくるという企画。
第1回（2019年5月26日）
- 飯塚悟志（東京03）、田中卓志（アンガールズ）、岡部大・秋山寛貴（ハナコ）、神部美咲、あいな

第2回（2019年9月29日）
- 飯塚悟志（東京03）、小沢一敬（スピードワゴン）、ナイツ、かまいたち、あいな

第3回（2020年3月1日）
- 飯塚悟志（東京03）、田中卓志（アンガールズ）、小沢一敬（スピードワゴン）、かまいたち

第4回 若手SP（2020年3月8日）
- 飯塚悟志（東京03）、ハナコ、かが屋、ゾフィー、ザ・マミィ

第5回 新世代男女芸人SP（2020年6月14日）
- 蛙亭、ラランド、ヒコロヒー、児島気奈

第6回 2020年振り返り編（2021年2月14日）
- 飯塚悟志（東京03）、田中卓志（アンガールズ）、川島明（麒麟）

第7回（2021年10月24日）
※2021年9月23日にオンライン限定イベントとして開催された、「お笑いを存分に語りまくれるBAR〜俺のお笑い青春事件ベスト3〜」からの抜粋。
- 飯塚悟志（東京03）、田中卓志（アンガールズ）、岩井勇気（ハライチ）

第8回（2022年8月21日、8月28日）
- 飯塚悟志（東京03）、芝大輔（モグライダー）、鬼越トマホーク

第9回（2023年7月30日）
- 飯塚悟志（東京03）、囲碁将棋、蓮見翔（ダウ90000）

第10回 若手SP（2024年4月21日、4月28日）
- ナユタ、イチゴ、十九人、 村上、元気そうでよかった。、ポテトカレッジ、めっちゃ最高ズ、サンタモニカ、素晴らしき人生

第11回（2024年9月1日）
- 飯塚悟志（東京03）、さや香、紅しょうが

第12回（2025年2月23日）
- 飯塚悟志（東京03）、トム・ブラウン、ママタルト

第13回（2025年6月29日）
- 飯塚悟志（東京03）、サーヤ（ラランド）、蓮見翔（ダウ90000）

## 壁ある芸人矯正プログラム
テレビ番組の収録中は明るいがカメラが止まると急に無口になり、共演者との友好関係を構築するのが苦手とする芸人の心の壁を突破させる企画。「壁ある芸人」は偽の打ち合わせで、初対面の女性ゲストとのコミュニケーションを図る。スタジオでその様子をモニタリングするおぎやはぎと劇団ひとりやスタッフの無茶振りにより、女性ゲストを交えたアドリブコントに発展する展開となっている。
第1回・前編（2020年11月22日）
- 壁ある芸人：山内健司（かまいたち）
- ゲスト：ヲヲタリンリン

第1回・後編（2020年12月20日）
- 壁ある芸人：濱家隆一（かまいたち）
- ゲスト：北川美麗

第2回（2020年12月27日）
- 壁ある芸人：劇団ひとり
- ゲスト：木下彩音、神宮寺しし丸

第3回（2021年2月28日）
- 壁ある芸人：野田クリスタル（マヂカルラブリー）
- ゲスト：小椋梨央

第4回（2021年4月11日）
- 壁ある芸人：小宮浩信（三四郎）
- ゲスト：高崎かなみ

第5回（2021年7月25日）
- 壁ある芸人：黒沢かずこ(森三中)
- ゲスト：工藤美桜

第6回（2021年11月21日）
- 壁ある芸人：板倉俊之（インパルス）
- ゲスト：浅倉唯

第7回（2022年7月24日）
- 壁ある芸人：ユースケ（ダイアン）
- ゲスト：豊島心桜

第8回（2022年11月6日）
- 壁ある芸人：岩崎う大（かもめんたる）
- ゲスト：飛香まい

第9回（2023年8月20日）
- 壁ある芸人：水川かたまり（空気階段）
- ゲスト：村島未悠

第10回（2024年6月23日）
- 壁ある芸人：芝大輔（モグライダー）
- ゲスト：那須ほほみ

第11回（2025年2月16日）
- 壁ある芸人：草薙航基（宮下草薙）
- ゲスト：伊達花彩

いきなり番宣グランプリ（2021年6月13日・20日）
- 第3回「壁ある芸人更生プログラム」での小椋梨央のアドリブをフィーチャーした特別企画。おぎやはぎ・劇団ひとりと小椋が即興で15秒の番宣CMを作る企画。

## 女装ほろ苦選手権
女装が得意な男性コント師による企画。劇団ひとりを相手に、後半のアドリブパート以外を番組が作成した台本のもとで演じる「規定演技」とコンビの相方を相手に、自由なシチュエーションで演じる「フリー演技」の2作のコントで競う。
第1回（2019年11月24日）
- 岡部大（ハナコ）、豊本明長（東京03）、じろう（シソンヌ）

第2回（2021年2月7日）
- 岡部大（ハナコ）、水川かたまり（空気階段）、槙尾ユウスケ（かもめんたる）

第3回（2021年8月1日・8日）
- 水川かたまり（空気階段）、池田直人（レインボー）、槙尾ユウスケ（かもめんたる）

第4回（2022年4月24日）
- 池田直人（レインボー）、かみちぃ（ジェラードン）、アタック西本（ジェラードン）

第5回（2023年3月5日）
- 池田直人（レインボー）、きょん（コットン）、平井まさあき（男性ブランコ）

第6回（2023年9月17日）
- 池田直人（レインボー）、かみちぃ（ジェラードン）、きょん（コットン）

第7回（2024年7月7日）
- 土岡哲朗（春とヒコーキ）、かみちぃ（ジェラードン）、村上健志（フルーツポンチ）

東京03角田ほろ苦選手権（2021年9月5日）
- 「半沢直樹」、「大豆田とわ子と三人の元夫」でほろ苦い演技を魅せた角田晃広（東京03）にして欲しい芝居の台本を考案する派生企画。岡部大（ハナコ）、ヒコロヒー、劇団ひとりが考案。

## コンビ大喜利グランプリ
お笑いコンビにおけるツッコミ役・まとめ役の芸人が、「相方が答えやすい大喜利のお題」を提示し、相方に答えさせる大喜利対決企画。
- 1回戦 - 各コンビが順番に登場し、1題ずつ挑戦する。
- 2回戦「コンビ大喜利バトルロイヤル」 - 各コンビの相方がお題を考案するが、その相方以外の挑戦者にも回答権が与えられる。もっとも面白い回答を多く出せたコンビが勝利となる。

◎が優勝コンビ。
第1回（2022年3月13日・20日）
- 錦鯉、ラランド、モグライダー、真空ジェシカ

第2回（2022年7月3日・10日）
- コロコロチキチキペッパーズ、Aマッソ、菊田竜大・秋山寛貴（ハナコ）、ドランクドラゴン

第3回（2023年2月19日・26日）
- ◎錦鯉、ラランド、太田博久・おたけ（ジャングルポケット）、ランジャタイ

第4回（2023年12月10日・17日）
- 錦鯉、ラランド、◎コロコロチキチキペッパーズ、きしたかの

第5回（2024年10月13日・20日）
- ◎コロコロチキチキペッパーズ、錦鯉、モグライダー、おぎやはぎ

## 気づいちゃった発表会
鋭い芸人だけが気づいている、誰も気づいてない芸能界や世の中の新事実を次々と発表していくという企画。
第1回（2020年9月13日）
- 鬼越トマホーク、ヒコロヒー、ニューヨーク、岡野陽一

第2回（2020年10月11日）
- 鬼越トマホーク、ヒコロヒー、ニューヨーク、岡野陽一

第3回（2021年6月6日）
- 鬼越トマホーク、ヒコロヒー、ニューヨーク、岡野陽一

第4回（2023年5月14日、7月2日(未公開)）
- 鬼越トマホーク、真空ジェシカ、山添寛（相席スタート）、吉住

第5回（2024年10月27日）
- 鬼越トマホーク、きしたかの、ラブレターズ、吉住

第6回（2025年5月18日）
- 鬼越トマホーク、きしたかの、ラパルフェ、紺野ぶるま

気づいちゃった発表会 ニューフェイス部門（2023年7月2日）
各芸能事務所の若手芸人から集まってきた「気づいちゃった」から、厳選したネタを発表するというもの。

気づいちゃった発表会 若手SP（2025年7月27日）
- Yes!アキト、谷拓哉、森本晋太郎（トンツカタン）、金の国、ザ・マミィ

## 銀シャリ橋本のテクニックを抜いてあげよう
橋本直（銀シャリ）は芸能界に絶望を抱えているが、自慢のツッコミテクニックを見せているときのみイキイキしている点を指摘し、劇団ひとりがゴッドタンの内で溜まったテクニックを披露させて気持ちよくなってもらう＝「抜く」機会を設けることを提案した事で開始された。おぎやはぎ・劇団ひとりのほか、俳優らがショートコントやトークを繰り広げて橋本によるたとえツッコミを引き出し、快感を味合わせる企画。
第1回（2022年5月1日）
- 客席からテクニックを抜いてあげよう
- ツッコミプロフィール紹介
- マッチングアプリでテクニックを抜いてみよう -助演:悠木ゆうか
- 誰にも注意されないひな壇

第2回（2022年10月16日）
- スタジオ入りで即抜き
- アイドル面接で抜いてあげよう - 助演:伊桜あか星、小林ひろみ、ERINA、鶴町憲
- 客席からテクニックを抜いてあげよう

第3回（2023年6月11日）
- スタジオ入りで即抜き - 助演:古庄菜々夏
- ツッコミプロフィール紹介
- 即興ドラマで抜いてあげよう - 助演:千枝義人、瀬名葉月、羽田真、鎌田規昭
- 客席からテクニックを抜いてあげよう

第4回（2024年3月17日）
- ツッコミプロフィール紹介
- 即興ドラマで抜いてあげよう - 助演:箱田暁史、稲川悟史、嶋崎裕道、渡邊美華、神谷実玖

第5回（2024年10月6日）
- ツッコミプロフィール紹介
- 即興ドラマで抜いてあげよう - 助演:鶴町憲、真島なおみ、稲川悟史

第6回（2025年5月11日）
- 本番前の楽屋で即興抜き
- ツッコミプロフィール紹介
- おかしいトーク番組で即興抜き - 助演:ひなたまる、青山天南、櫻あゆこ、海老野心

## 劇団ひとりPresents 泣ける下ネタをやりたい選手権
2022年3月27日放送の「第10回ネタギリッシュNIGHT」にてゾフィーが披露した下ネタコント「無人島」を鑑賞した劇団ひとりが感銘を受けたことから開始されたユニットコント企画。「熱い下ネタをやりたい選手権」として開始されたのち、「泣ける下ネタをやりたい選手権」としてシリーズ化された。上田航平（ゾフィー）脚本で、ゴッドタンメンバーおよび常連ゲストとゾフィーによる合同コントを行う。
劇団ひとりPresents 熱い下ネタをやりたい選手権（2022年7月17日）
- 劇団ひとり×矢作兼「無人島」
- 飯塚悟志（東京03）×角田晃広（東京03)「出張先」
- 上田航平（ゾフィー）×劇団ひとり「スパイ」

第1回（2023年1月15日）
- 金の国×矢作兼「上司と部下」
- ラブレターズ×小木博明「合唱部」
- ゾフィー×劇団ひとり「父と子」

第2回（2023年7月23日）
- ゾフィー×矢作兼「最後の試合」
- GAG×小木博明
- ルシファー吉岡×劇団ひとり

元ゾフィー上田の諸々報告会（2024年2月4日）
- ゾフィーは2023年11月に解散、上田はアメリカ進出と結婚を発表。妻との馴れ初めなど近況を話したのち、アメリカでもウケそうな熱い下ネタコントを試した。
- 上田×劇団ひとり×おぎやはぎ「情に厚いチンピラ」
- おぎやはぎ×野呂佳代「竜宮城」

## 大喜利お題選手権
大喜利の回答ではなく、お題のアイデアで競う企画。セット・衣装は「オオギリッシュNIGHT」のものを流用。回答者は小木とひとりに加え、バカリズム、川島明（麒麟）、ケンドーコバヤシ、くっきー!（野性爆弾）らが出演。
第1回（2022年10月23日）
第2回（2023年4月9日）
第3回（2024年2月11日）
第4回（2024年8月11日）

## 女の子を笑わせろ!
ベテラン芸人が、ゲストの女の子をただ笑わせるだけの激ゆる企画。
第1回（2023年9月3日）
- ベテラン芸人：小木博明、劇団ひとり、錦鯉、マヂカルラブリー
- ゲスト：高崎かなみ

第2回（2023年12月3日）
- ベテラン芸人：小木博明、劇団ひとり、錦鯉、銀シャリ
- ゲスト：志田音々

第3回（2024年6月2日）
- ベテラン芸人：小木博明、劇団ひとり、錦鯉、とにかく明るい安村
- ゲスト：村島未悠